# Slayer
Slayer är ett amerikanskt thrash metal-band, bildat i Huntington Park i Kalifornien, USA, 1981 av gitarristerna Jeff Hanneman och Kerry King. Året därpå anslöt sångaren och basisten Tom Araya och trummisen Dave Lombardo. Efter att Jeff Hanneman avled 2013 och Dave Lombardo lämnade bandet samma år består Slayer av originalmedlemmarna Araya och King tillsammans med gitarristen Gary Holt och trummisen Paul Bostaph.
Slayer har haft stora framgångar både bland kritiker och försäljningsmässigt; sex album har certifierats med guld och ett med platina. Bandets fans har ofta benämnts som bland de mest hängivna inom genren. Bandet anses tillsammans med Metallica, Anthrax och Megadeth tillhöra "The Big Four of Thrash" på grund av sin betydelse för utvecklingen av genren thrash metal. Slayers tredje studioalbum, Reign in Blood (1986), anses av musikkritiker vara en höjdpunkt inom thrash metal. Skivan spelade också en viktig roll när det gäller vidareutvecklingen av andra mer extrema metalgenrer såsom death metal. 
Den 22 januari 2018 meddelade Slayer att de skulle genomföra en sista världsturné under 2018–2019 och därefter avsluta bandets verksamhet efter 38 år. Första sommarens turnédatum ägde rum i USA och Kanada medan Europa turnerades i november–december 2018 och flera världsdelar besöktes under 2019. Den sista konserten ägde rum den 30 november i Inglewood, Kalifornien. Bandet meddelade den 21 februari 2024 att de återförenas. På Slayers webbplats annonseras tre konserter i USA under hösten.

## Historia

### Bildandet ochShow No Mercy(1981–1983)
Slayer bildades i Huntington Park i Kalifornien 1981 av gitarristerna Jeff Hanneman och Kerry King. Året därpå anslöt Tom Araya på bas och sång. Han och Kerry King hade tidigare spelat tillsammans i bandet Quits. Slayer rekryterade också trummisen Dave Lombardo, tidigare i Sabotage. Bandet spelade först en mer traditionell heavy metal med bland annat covers på låtar av de brittiska banden Iron Maiden och Judas Priest. De inspirerades till ett snabbare thrash-tempo när de lyssnade på musikproducenten Brian Slagels samlingsskiva Metal Massacre med band som Metallica, Ratt och Steeler.
Slayer debuterade med sin första låt, "Aggressive Perfector", på den tredje samlingsskivan i serien Metal Massacre vilken gavs ut i maj 1982. I augusti samma år släppte bandet sin första demo med de tre spåren "Fight 'Till Death", "Black Magic" och "The Antichrist" vilka snabbt blev populära bland fans inom underground-scenen. Senare samma höst släpptes ytterligare en demo, denna gång med de två spåren "Evil Has No Boundaries" och "Crionics".

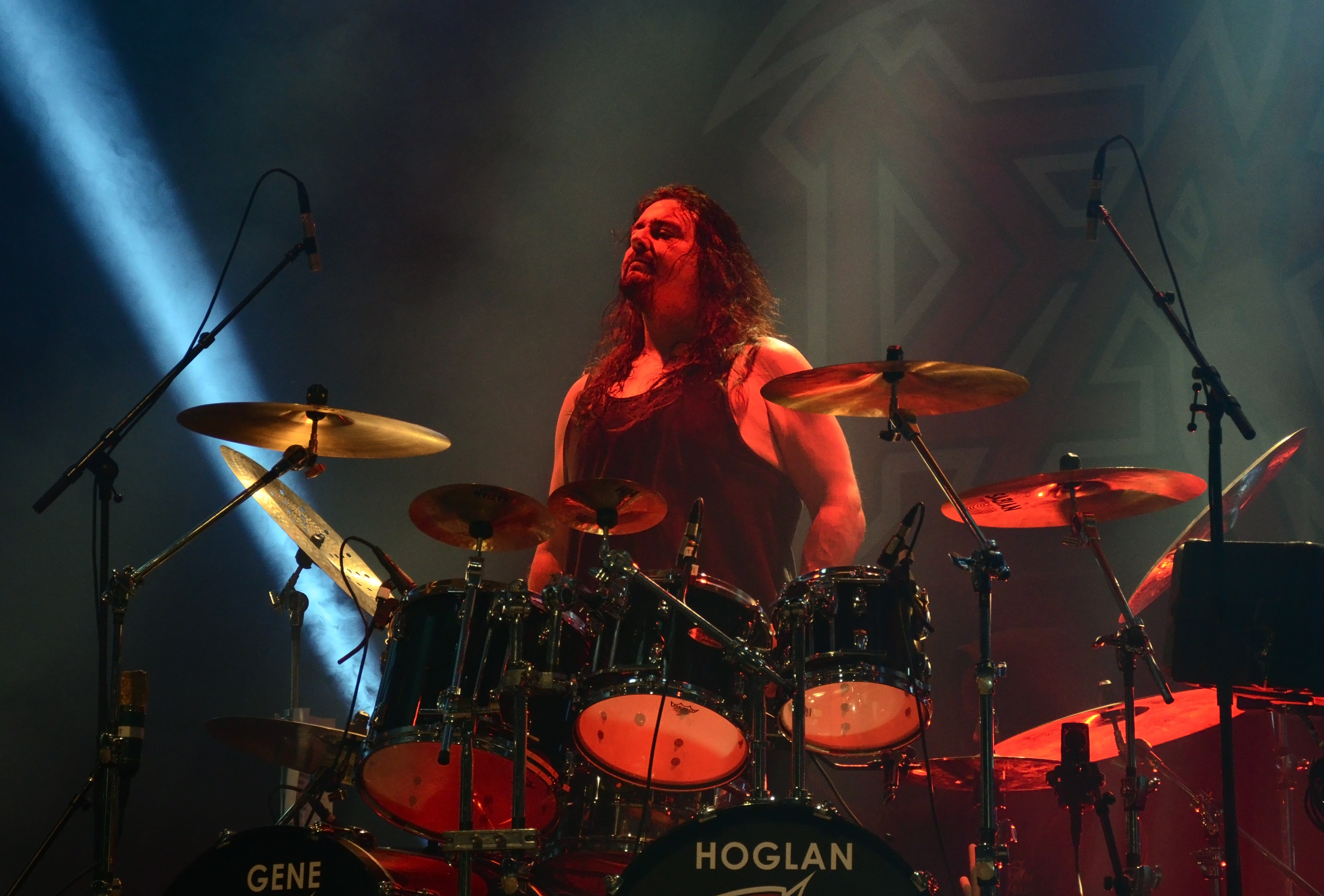
Gene Hoglan, här med Death 2015, gästade på Show No Mercy

Brian Slagel, grundare och ägare till skivbolaget Metal Blade, hade lagt märke till det positiva mottagandet av Slayers medverkan på Metal Massacre vol. 3 och skrev kontrakt med bandet för utgivning av deras debutalbum. Skivan Show No Mercy spelades in under nätterna i november 1983, samtidigt som Dave Lombardo läste in sin examen för high school. Albumet släpptes bara några veckor efter att inspelningarna var klara, den 3 december samma år. Skivan fick usel kritik i traditionell rockmusikmedia och kallades bland annat en obegriplig röra ("unintelligible mess"), men sålde ändå bra. All text och musik på Show No Mercy är skriven av gitarristerna Hanneman och King, tillsammans eller var för sig. Gene Hoglan (Death, Strapping Young Lad) gästar med bakgrundssång på första spåret "Evil Has No Boundaries" och omslagsbilden skapades av konstnären Lawrence R. Reed. Albumet gavs ut på både kassett och 12" vinyl.

### Haunting the ChapelochHell Awaits(1984–1985)

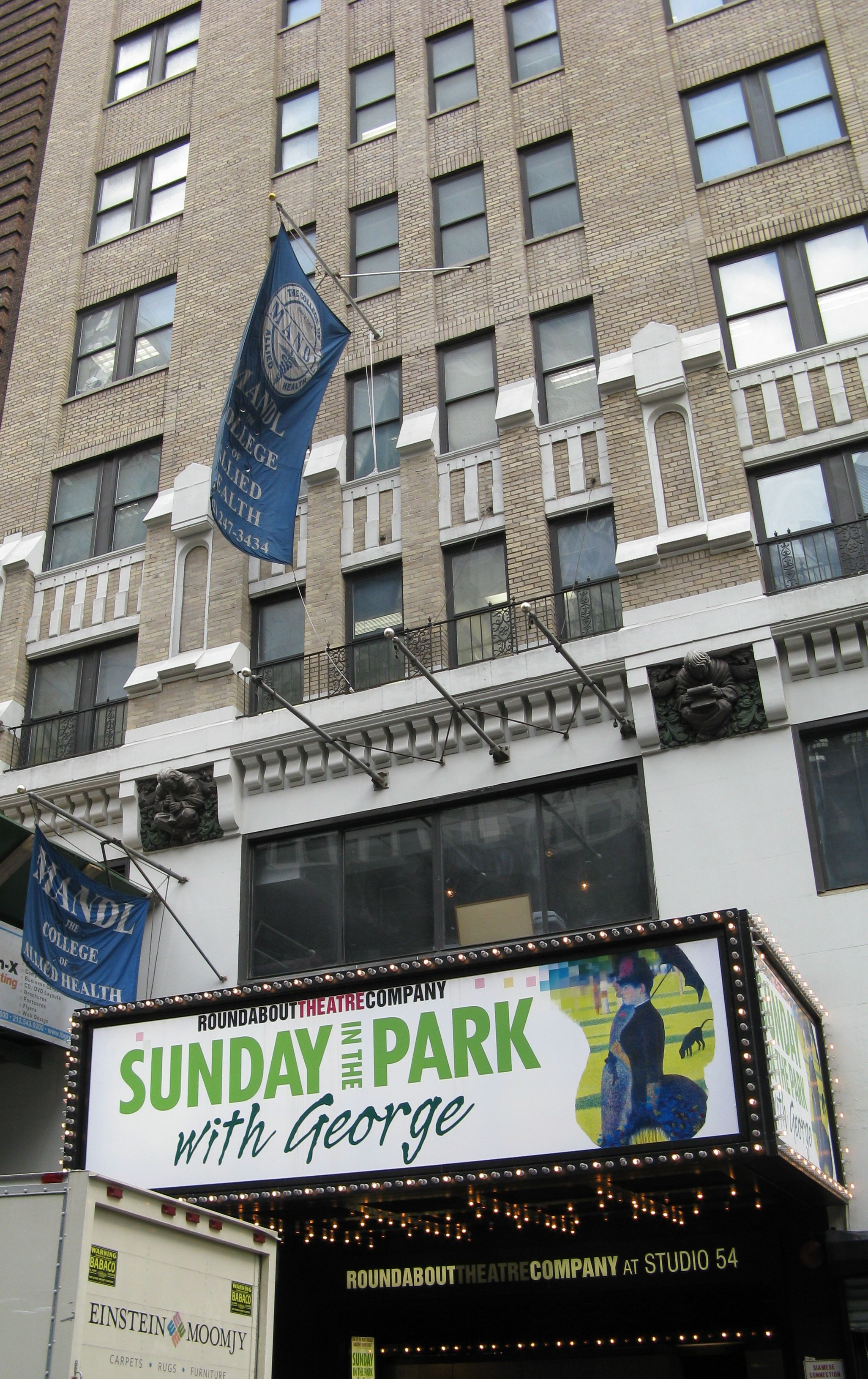
Studio 54 (här från 2008) där Combat Tour-konserten spelades in 1985.

Slayer gjorde i början av 1984 en spelning på London-klubben Marquee Club och gav sig därefter ut på sin första turné, kallad Haunting North America. Bandets image var inspirerad av satanistisk estetik och på scenen hade man bland annat inverterade kors och läderarmband med "spikar". I samband med turnén släpptes också EP:n Haunting the Chapel i juni 1984. Albumet innehåller utöver titelspåret även låtarna "Chemical Warfare" och "Captor of Sin" och gavs ut på kassett och vinyl. Även detta album producerades av Brian Slagel och omslaget skapades denna gång av Vince Gutierrez. "Chemical Warfare" hyllades som den snabbaste låt som då någonsin hade spelats in, även om Slayer själva och flera andra band har slagit det rekordet flera gånger sedan dess. I november samma år släpptes liveskivan Live Undead med sju tidigare utgivna låtar återinspelade inför en mindre publik i studion.
Bandets andra studioalbum spelades in i Eldorado Studios och Track Record Studios i Los Angeles och producent var återigen Brian Slagel, denna gång tillsammans med bandet självt. Bernie Grundman mastrade skivan och albumomslaget skapades av Albert Cuellar. Hell Awaits gavs ut på vinyl av Metal Blade i mars 1985 och samma år på kassett av Bonzai Records samt på CD av Combat Records. Höjdpunkter på skivan är, enligt författaren Joel McIvory, det spöklika introt, den textmässigt frånstötande men musikaliskt överraskande "Necrophiliac" och vampyrhistorien "At Dawn They Sleep". Med Hell Awaits befäste Slayer sin roll i den växande extreme metal-scenen. Ett exempel på detta är när Slayer i en läsarundersökning det året av det brittiska rockmagasinet Metal Forces fick motta utmärkelserna som bästa band och bästa liveband samt för bästa album och bästa trummis.
En video från bandets spelning tillsammans med Venom och Exodus i New Yorks Studio 54 club gavs ut 3 april 1985 på VHS under namnet Combat Tour - The Ultimate Revenge. I Nordamerika gavs videoalbumet ut av Combat Records och i Europa av Neat Records. Den första festivalspelningen i Europa ägde rum på Heavy Sounds i Belgien 26 maj 1985 då Slayer var förband till den brittiska hårdrocksgruppen UFO.

### Reign in BloodochSouth of Heaven(1986–1989)

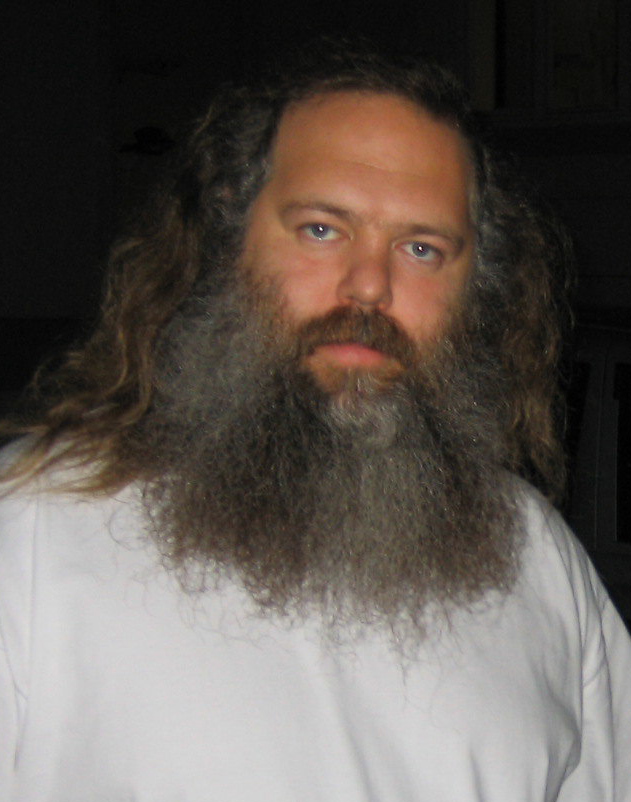
Rick Rubin, mångårig producent av Slayers skivor.

I början av 1986 lämnade Slayer samarbetet med Metal Blade och skrev kontrakt med skivproducenten Rick Rubin och hans bolag Def Jam Records. Def Jam var ett skivbolag med bredare utgivning, som även gav ut till exempel hiphop- och rockakter som The Black Crowes, Run–D.M.C., LL Cool J och Beastie Boys. Det första albumet på det nya bolaget var den numera klassiska thrash-skivan Reign in Blood. Med musiken på detta album tog Slayer genren till nya extrema nivåer, till exempel i tredje spåret "Necrophobic", där trummisen Dave Lombardo spelar i en hastighet av 248 bpm. Albumet består av tio spår på totalt mindre än 29 minuter med några av Slayers mest kända låtar såsom inledande "Angel of Death" samt "Jesus Saves", "Criminally Insane" och den avslutande klassikern "Raining Blood".
Andy Wallace var inspelningstekniker och Reign in Blood mastrades av Howie Weinberg. Albumet gavs ut den 7 oktober 1986 på både LP och CD. Lawrence W. Carroll gjorde omslagsillustrationerna, liksom för flera av Slayers senare album, och Stephen Byram stod för albumdesignen. Senare under året släpptes inspelningen även på kassett och i en begränsad utgåva som bildskiva. Reign in Blood blev det första Slayer-albumet att ta sig in på den amerikanska försäljningslistan Billboard 200. Albumet låg som bäst på plats 94 på listan. Reign in Blood har sålts i över 500 000 exemplar och certifierades med guld av RIAA den 20 november 1992.
Tjugo år efter att Reign in Blood släpptes, år 2006, utsåg magasinet Metal Hammer skivan till Best Album of the Last 20 Years och albumet har ansetts som det tyngsta genom tiderna (Kerrang! 2006). D.X. Ferris skrev en bok helt tillägnad albumet, Reign in Blood i serien 33 1/3, utgiven 2008 av Continuum International. En av många som citeras i boken är Angela Gossow, dåvarande sångare och frontperson i death metal-bandet Arch Enemy. Gossow säger att Slayer är det bästa thrash metal-bandet genom tiderna, att Reign in Blood är en genredefinierande milstolpe och att den som inte äger skivan inte kan sin metal-historia (Ferris 2008).
Bandet gav sig ut på en omfattande turné kallad Reign in Pain i Nordamerika, tillsammans med Overkill, och därefter i Europa med heavy metal-bandet Malice som förband. I december 1986 var bandet åter i USA och mitt i turnén meddelade Dave Lombardo att han lämnade bandet. Turnén fortsatte med Tony Scaglione från bandet Whiplash bakom trummorna. Lombardo blev dock inte borta länge utan var åter i bandet i april året därpå.

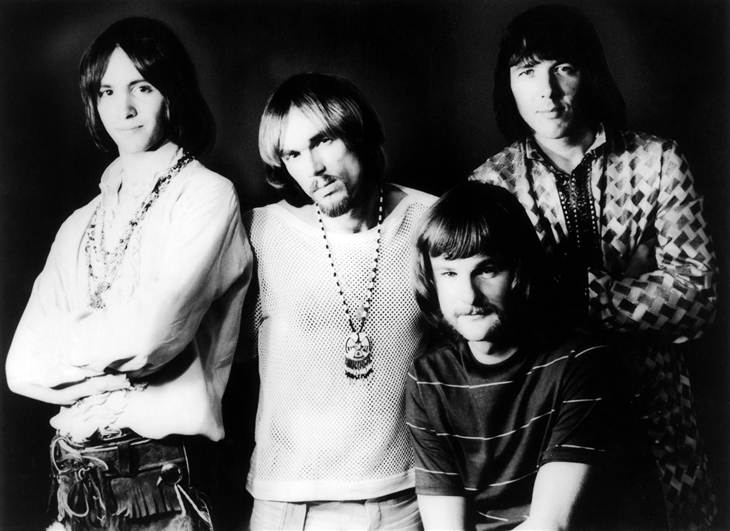
Iron Butterfly (1969) vars låt "In A Gadda Da Vida" Slayer spelade in till filmen Less Than Zero.

Slayer spelade in en cover på Iron Butterflys låt "In A Gadda Da Vida" för soundtracket till filmen Less Than Zero (på svenska Noll att förlora) som bygger på Bret Easton Ellis roman med samma namn, innan det åter var dags att gå in i studion för att spela in bandets fjärde fullängdsalbum.
Det andra albumet med Rick Rubin som producent innehåller nio nyskrivna låtar, alla med musik av Henneman/King och med lyriken också skriven av dem båda, på några av spåren tillsammans med vokalisten Tom Araya. Dessutom ingår en cover av Judas Priests låt "Dissident Aggressor". Albumet mixades av Andy Wallace och mastringen sköttes åter av Howie Weinberg. Lawrence W. Carroll stod även denna gång bakom omslagsillustrationen. Def Jam släppte albumet South of Heaven den 5 juli 1988 på vinyl, CD och kassett. Även South of Heaven sålde bra och certifierades med guld av RIAA den 20 november 1992. I låten "Spill the Blood" hörs Tom Araya sjunga rent för första gången. Många fans tyckte att skivan jämfört med Reign in Blood var en blekare upplevelse medan andra uppskattade albumets mer genomarbetade stil.
En ny Amerikaturné gjordes med support av Nuclear Assault. Slayer fick nu också möjlighet att spela på de allra största arenorna när de bjöds in som gästartister på Judas Priests Ram It Down-turné. Efter detta tog bandet under två år en paus från turnerande och studioinspelningar.

### Seasons in the AbyssochDivine Intervention(1990–1995)
Clash of the Titans var en omfattande turné som genomfördes under 1990, den första delen i Europa och senare även i Nordamerika. På den europeiska delen var Slayer och Megadeth huvudband och hade support av Testament och Suicidal Tendencies under de 18 genomförda showerna. För den amerikanska delen av turnén anslöt Anthrax och det då relativt okända Alice in Chains. Detta samarbete ledde också till att Tom Araya senare blev tillfrågad om att bidra på Alice in Chains skiva Dirt (1992), vilket han också gjorde med ett typiskt "Slayer-skrik" på en obetitlad låt. Samma år spelade bandet in en cover av The Exploiteds "Disorder" för filmen Judgment Night.
Tillbaka i studion spelade Slayer in sitt femte fullängdsalbum, denna gång med Rick Rubin och Andy Wallace i delat ansvar som producenter och återigen med Lawrence W. Carroll som omslagsillustratör. Hanneman och King stod liksom tidigare för låtskrivandet medan Araya bidrog till en del av texterna. Seasons in the Abyss gavs ut av Def American Recordings 9 oktober 1990 som CD, kassett och på 12" vinyl. Detta skulle visa sig bli Dave Lombardos sista album med Slayer innan han åter lämnade bandet, denna gång för att återvända först år 2001. Seasons in the Abyss nådde plats nummer 40 på amerikanska Billboard-listan och topp 20 på den brittiska försäljningslistan. Slayer var i Egypten och spelade in en musikvideo till titelspåret, vilket också släpptes som singel. Bland spåren finns kända Slayer-låtar som den textmässigt kontroversiella "Dead Skin Mask" som handlar om seriemördaren Ed Gein, och förstaspåret "War Ensemble" som spelades flitigt på MTV:s program Headbanger's Ball. Seasons in the Abyss sålde bra och certifierades som guldskiva av RIAA 9 april 1993.

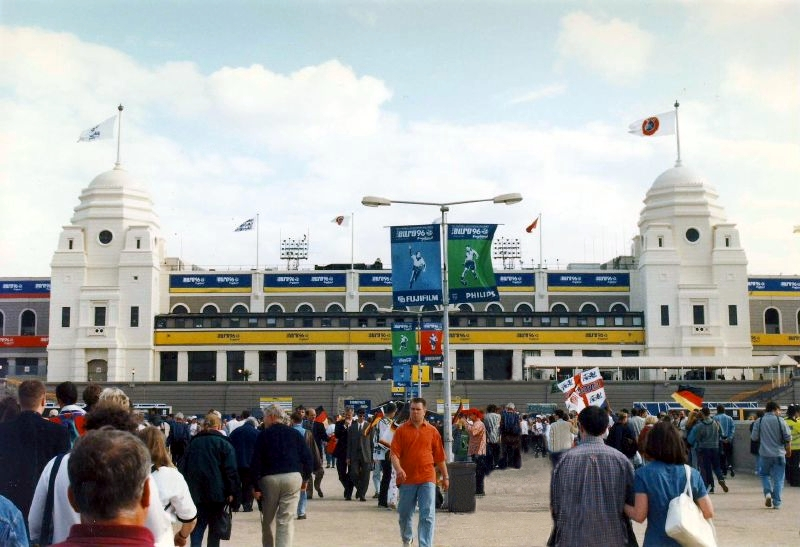
Wembley Arena, London där Slayer höll en konsert 14 oktober 1990

En dubbel-CD med livematerial, Decade of Aggression, släpptes 22 oktober 1991 av Def American. Den består av förhållandevis obearbetat konsertmaterial, på första CD:n inspelat 13 juli samma år på Lakeland i Florida medan den andra skivan är inspelad dels under en konsert på Wembley Arena i London, dels i San Bernadino i Kalifornien. En begränsad upplaga på 10 000 exemplar gavs ut i en metallbox och innehöll två extralåtar, "Skeletons of Society" och "At Dawn They Sleep".
Dave Lombardo lämnade Slayer i maj 1992 och ersattes under vårens spelningar i Kalifornien, Arizona och Mexiko av Paul Bostaph, tidigare i Forbidden. Bandet spelade på Monsters of Rock-festivalen i Castle Donington i augusti samma år, med Iron Maiden som huvudakt.
Det första albumet med Paul Bostaph på trummor spelades in i Oceanway i Los Angeles och Sound City i Van Nuys, Kalifornien och producerades av bandet tillsammans med Rick Rubin och Toby Wright. Divine Intervention gavs ut av samma skivbolag som de närmast föregående albumen men som nu bytt namn till American Recordings. Albumomslaget skapades denna gång av Wes Benscoter som även illustrerat album för bland andra Autopsy, Black Sabbath, Dio och Bloodbath. Musikvideor gjordes för låtarna "Serenity in Murder" och "Dittohead". Albumet gavs ut 27 september 1994 på CD och som kassett samt i en begränsad upplaga på röd vinyl. En del fans och media upprördes över en bild i albumhäftet där en av bandets beundrare hade skurit in bandets logga i sin underarm.
Divine Intervention sålde snabbt i den omfattningen att albumet guldcertifierades i enlighet med RIAA-reglerna, vilket gjorde den till Slayers fjärde guldskiva 6 december 1994. Även försäljningen av tidigare album ökade och snart hade också Reign in Blood, South of Heaven och Seasons in the Abyss kommit upp i försäljningsnivån för att certifieras med guld. Slayer genomförde en världsomfattande turné med Machine Head och Biohazard som förband. Bandet spelade också på flera Monsters of Rock-festivaler med huvudakter som Metallica och i Sydamerika med Kiss och Black Sabbath.

### Live IntrusionochUndisputed Attitude(1995–1997)
Slayers första egna konsertvideo, Live Intrusion, gavs ut på VHS 12 oktober 1995 av American Recordings. Den hade spelats in på en amfiteater i Mesa, Arizona och innehöll utöver eget material även en cover på Venoms låt "Witching Hour". Gästande musiker på "Witching Hour" var Robb Flynn och Chris Kontos, båda från Machine Head. Utöver konsertinspelningen innehöll videon även unika bilder på bandet och medlemmarna. En singel med titelspåret släpptes också. År 2008 återutgavs Live Intrusion på DVD.

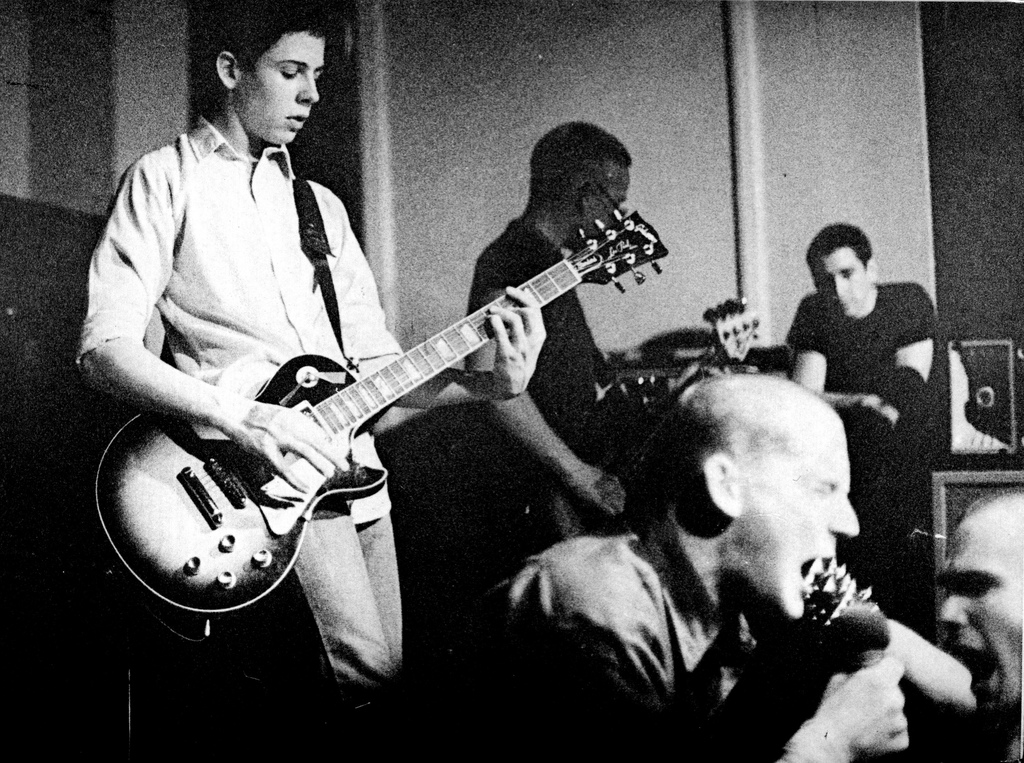
Minor Threat, ett av banden som Slayer gjorde en cover av på Undisputed Attitude

Nästa fullängdsalbum är en hyllning till punkscenen och skivan Undisputed Attitude består av elva covers samt tre egna låtar ("Can't Stand You", "Ddamm" och "Gemini"). De band vars låtar Slayer här gjorde covers på är Verbal Abuse (tre låtar), T.S.O.L., Minor Threat (två låtar), D.I. (två låtar), Dr. Know, D.R.I och The Stooges. Producenter för albumet var Dave Sardy och Rick Rubin. Mastringen sköttes av Stephen Marcussen medan Wes Benscoter denna gång skapade omslaget tillsammans med Dennis Keeley. Albumet släpptes 28 maj 1996. På originallåten "Gemini" hörs Kerry King för första gången spela 7-strängad gitarr. På den japanska versionen av albumet fanns som bonusspår en cover på Suicidal Tendencies "Memories of Tomorrow". Albumet sålde inte lika bra som de tidigare och bandet kritiserades för att musikaliskt ha slagit in på en väg bort från sitt ursprung. På sommaren samma år utgav Slayer också en 7" splitskiva tillsammans med T.S.O.L. innehållande bandens respektive version av T.S.O.L:s låtar "Abolish Government" och "Superficial Love", ursprungligen på punkbandets självbetitlade debut-EP.
Strax efter utgivningen av Undisputed Attitude lämnad Paul Bostaph bandet för att koncentrera sig på sitt soloprojekt kallat Truth About Seafood. Slayer stod utan trummis och blev tvungna att ställa in planerade spelningar i både Sydamerika och Europa. Jon Dette från Testament ersatte som trummis vid några senare spelningar men Bostaph var tillbaka på trumpallen innan det var dags för nästa studioinspelning.
I Sverige gavs vid denna tid ut en serie samlingsalbum kallade Slatanic Slaughter där olika skandinaviska band bidrog med inspelningar av sina favoritlåtar med Slayer. Utgivare var Black Sun Records och några av banden som bidrog var Dissection, Hypocrisy, Enslaved, At the Gates, Merciless och Edge Of Sanity. I England släpptes en dubbel-CD med material från dessa skivor av Candlelight.

### Diabolus in MusicaochGod Hates Us All(1997–2003)

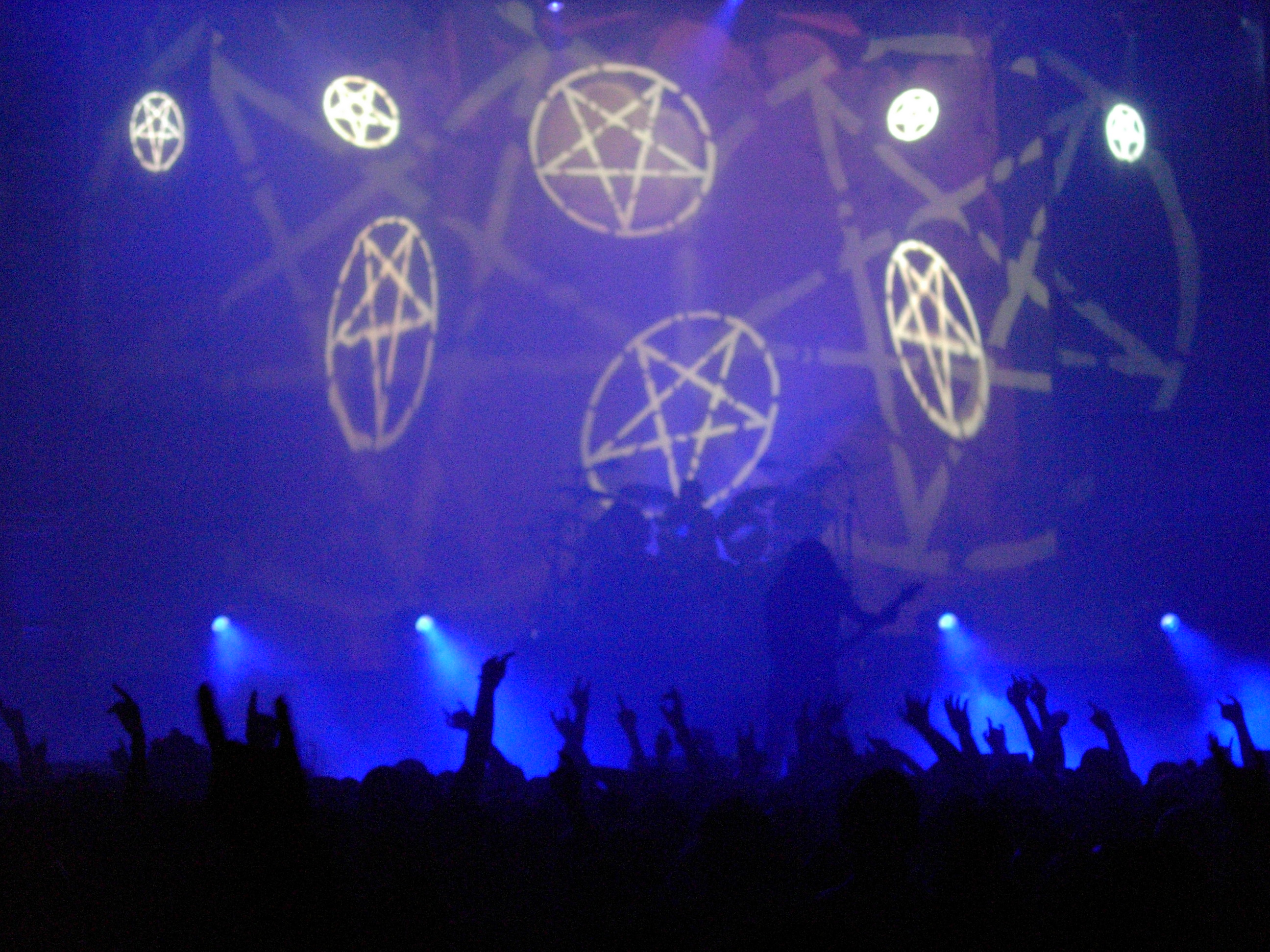
Pentagram i bakgrunden på en Slayerkonsert, en ofta använd symbol av bandet

Bostaph var tillbaka som trummis och bandet spelade in nästa album i Oceanway Studio och Hollywood Sound i Los Angeles, Kalifornien under vintern 1997–1998, återigen med Rick Rubin som producent tillsammans med bandet. Albumtiteln Diabolus in Musica som är latin betyder ungefär djävulen i musiken och hänger samman med det musikaliska uttrycket "djävulsintervallet" eller "djävulens tonsteg". Albumet gavs ut 9 juni 1998 och fick ett blandat mottagande. American Recordings släppte albumet både som CD och som dubbelvinyl. Den japanska utgåvan gavs ut av Sony Music senare i juni och innehåller bonusspåren "Ungarded Instinct" och "Wicked". Musiken var mer experimentell än på tidigare album och en del kritiker tyckte att inspelningen var för mycket påverkad av nu metal, bland annat i låten "Stain Of Mind". Albumet sålde dock bra och tog sig till en 31:a plats på Billboard 200. Slayer spelade den sommaren bland annat på Ozzfest i Milton Keynes i England. Bandet spelade också in låten "Human Disease" till skräckfilmen Bride of Chucky. Låten återfinns på samlingsalbumet Soundtrack to the Apocalypse som gavs ut 2003.
Året därpå samarbetade Slayer med techno-punkarna i Atari Teenage Riot och spelade in låten "No Remorse" till soundtracket för spelfilmen Godzilla. Låten återfinns senare även på samlingsalbumet Soundtrack to the Apocalypse (2003). Bandet bidrog också på tributalbumet Nativity in Black (2000) för Black Sabbath med låten "Hand of Doom" och året därpå med låten "Bloodline" till soundtracket för spelfilmen Dracula 2000.
Slayer gick åter in i studion för att spela in sitt nionde studioalbum vilket fick titeln God Hates Us All. Mycket av bandets tidigare aggressivitet i uttrycket var nu tillbaka efter det förra mer experimentella albumet. Denna gång spelade bandet in i Warehouse Studios i Vancouver, Kanada och med en ny producent, Matt Hyde. Hanneman och King stod återigen för musiken och tillsammans med Tom Araya för texterna. Albumets utgivningsdag sammanföll olyckligt med 11 september-attackerna 2001 i USA och American Recordings beslutade att förse CD:n med ett yttre hölje med en omslagsbild som var mindre provocerande än originalet. Skivan släpptes också i en strikt begränsad vinylupplaga på 100 exemplar samt en upplaga på röd vinyl om 1 000 exemplar. Trots det extra omslaget valde många affärer att inte skylta med skivan då både albumtitel och låttitlar som "God Send Death", "Warzone" och "Payback" kändes alltför provokativa tiden efter attackerna.
En planerad Europaturné kallad Tattoo The Planet fick omplaneras då det andra huvudbandet Pantera ställde in på grund av attackerna. Slayer genomförde turnén tillsammans med Biohazard, Vision Of Disorder och Static X.
Slayer meddelade i början av 2002 att Bostaph hade en handledsskada och inte kunde fortsätta genomföra bandets spelningar. Återkomsten av Dave Lombardo bakom trummorna annonserades först som en tillfällig lösning men blev senare permanent. Paul Bostaph spelade en period i Kalifornienbandet Systematic och återvände sedan till sitt tidigare band Testament. Innan Lombardo åter blev bandets permanenta trummis hade övriga medlemmar prövat flera andra kandidater och bland de intresserade återfanns Russley R. Givens från black metal-bandet Absu, Joe Nuñez från Soulfly, Kevin Tally från Dying Fetus och Travis Barker från poppunk-bandet Blink-182.
Med Lombardo tillbaka spelade bandet in en version av Steppenwolfs "Born to Be Wild" för samlingsalbumet Crank It Up sommaren 2002. Bandet var den sommarens huvudakt, tillsammans med In Flames och Soulfly, på festivalen H82K2 och var också huvudband på japanska Beast Fest i december samma år. Sommaren 2003 släppte American Recordings ett DVD-album, War at the Warfield, med en konsertupptagning med bandet inspelad på The Warfield Theatre i San Francisco, Kalifornien i december 2001, under God Hates Us All-turnén. Som bonusmaterial innehöll boxen en dokumentärfilm kallad "Fans Rule", ett fotogalleri med bilder av bandet samt videon till singeln "Bloodline". Konsertvideon regisserades av Anthony M. Bongiovi (kusin till Jon Bon Jovi). War at the Warfield blev Slayers första konsertvideo att certifieras med guld av RIAA. Utnämningen skedde 6 februari 2004.
En längre konsertserie från oktober till december 2003 genomförde Slayer som huvudakt och med Hatebreed och Arch Enemy som medföljande förband. Som ytterligare förband i olika städer sågs grupperna E-Town Concrete, Five Feet Thick, Hemlock, Lazy American Workers, Sworn Enemy och Dry Kill Logic. Slayer spelade på dessa konserter albumet Reign in Blood i sin helhet.

### Soundtrack to the ApocalypseochChrist Illusion(2003–2007)
Mitt under den aktiva konsertperioden släppte Slayer i november 2003 samlingsboxen Soundtrack to the Apocalypse, en box fylld med tre CD-skivor och en DVD. Första CD:n är en "best of"-skiva med 18 låtar från bandets hela karriär. Den andra CD:n benämns "Best of Japan Tracks / Soundtrack Contributions" och innehåller låtar som tidigare funnits tillgängliga endast som bonusspår på japanska utgåvor och/eller soundtracks från filmer. Tredje CD:n innehåller "Shit You've Never Heard - Rare Tracks/Live", det vill säga unika inspelningar som tidigare inte givits ut i CD-format. Fjärde skivan är en DVD med "Shit You've Never Seen (Various Live Performances/TV Performances)", det vill säga likaså outgivet material från videoinspelningar. På en begränsad utgåva kallad Ammobox följer därefter den femte och sista CD:n med en liveupptagning från en konsert i Anaheim, "Live Bloodpack CD, Live at The Groove in Anaheim". Dessutom medföljer ett 72-sidigt häfte med foton och berättelser från bandmedlemmarnas turnéminnen.

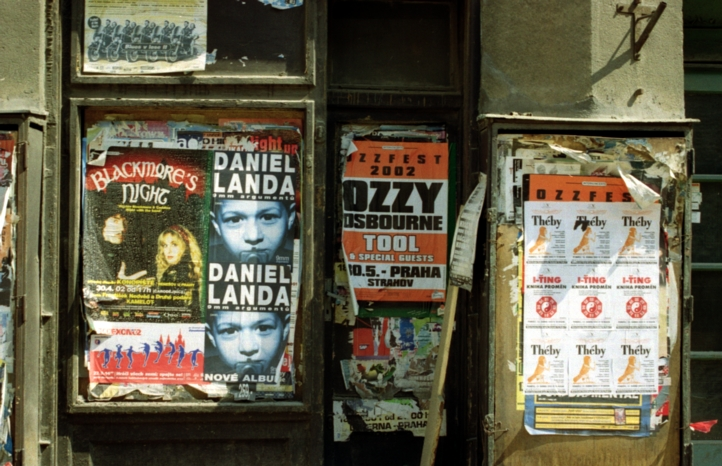
Konsertposter för Ozzfest sommaren 2002.

Sommaren 2004 spelade Slayer på amerikanska Ozzfest tillsammans med Ozzy Osbourne, Judas Priest, Dimmu Borgir, Hatebreed, Slipknot och Black Label Society. Under en turnétur till Kanada i juni hade bandet med sig Damageplan och Otep som förband. Vid en konsert i Augusta, Georgia spelades hela albumet Reign in Blood vilket blev underlag för DVD:n Reign in Blood: Still Reigning som regisserades av Dean Karr och släpptes 28 september 2004. På videon ses det återskapade scenarrangemanget från 1980-talet och hur det regnar "fejkblod" från ljusriggen över bandet och utrustningen medan de spelar låten "Raining Blood". Still Reigning blev 20 juli 2005 certifierad med guld av RIAA som andra konsertvideo från bandet. Bandet blev också utsedda av Metal Hammer till bästa liveakt, "Best Live Act", år 2004.
I september tvingades bandet att ställa in en spelning i Myrtle Beach, South Carolina eftersom Tom Araya fick åka akut till sjukhus med njursten. Turnerandet fortsatte under oktober i Europa, som huvudakt tillsammans med Slipknot och med Hatebreed som support på "The Unholy Aliance Tour". Araya fick dock ytterligare problem då han mitt under en konsert i München, Tyskland förlorade rösten. Han kunde tillfälligt ersättas av Jamey Jasta från Hatebreed under låten "Raining blood" men Slayer fick därefter ställa in resten av konserten. Bandet återvände en kort period till USA och var huvudakt på Jägermeister Music tour med Killswitch Engage och Mastodon som support innan de åter fortsatte turnerandet i Europa.
Slayer gick in i studion igen 28 februari 2006 tillsammans med ljudtekniker Josh Abraham. Denna gång var studiorna NRG i North Hollywood och Westlake Studios i Los Angeles. Före utgivningen av det kommande albumet släpptes i juni 2006, i en mycket begränsad upplaga, en EP betitlad Eternal Pyre med den nya singeln "Cult" tillsammans med livevideon "War Ensemble", inspelad i Tyskland, och en "behind the scenes"-video kallad "In the Studio". Sommaren 2006 var bandet huvudakt på Unholy Aliance Tour med Mastodon, Lamb of God, finska Children of Bodom och Thine Eyes Bleed. Tidiga datum fick ombokas då Tom Araya var tvungen att genomgå en galloperation.
Bandets elfte studioalbum Christ Illusion gavs ut 8 augusti 2006 av American Recordings, både som CD och som 12" röd vinylskiva. En musikvideo gjordes till låten "Eyes of the Insane", vilken även släpptes som singel. Detta var första albumet med den återförenade originaluppsättningen av bandet sedan 1990 års Seasons in the Abyss. Exekutiv producent var åter Rick Rubin och konstnären Larry Carroll hade återigen engagerats för att illustrera omslaget.

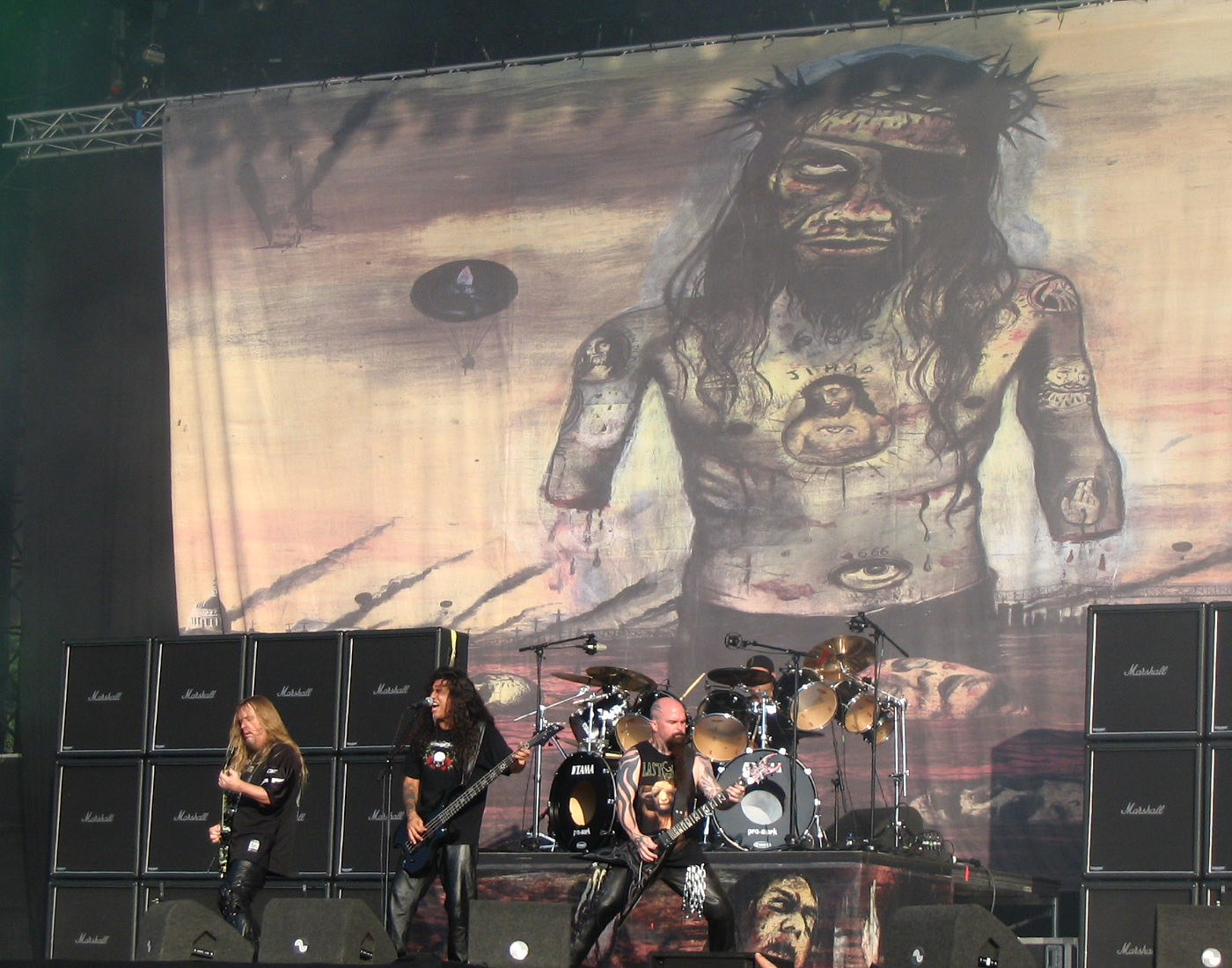
Slayer på Fields of Rock-festivalen 2007.

Christ Illusion sålde över 62 000 exemplar första veckan och hamnade som nummer 5 på Billboard 200-listan, bandets dittills högsta placering. Albumet kom också in bland topp 10 på Australien-listan och strax utanför de 10 högsta placeringarna i Finland och Tyskland. Albumet utnämndes till "Best Thrash Metal Album" av Metal Storm 2006 och bandet utsågs att vara en del i "Kerrang! Hall Of Fame" av tidskriften Kerrang! samma år. Både låten "Eyes of the Insane" och bonusspåret "The Final Six" från Christ Illusion gav bandet vardera en Grammy vid de två påföljande galorna 2007 och 2008. Bandet fick även motta utmärkelsen "Icon Award" på galan Metal Hammer Golden Gods Awards i juni 2007.
Turnén Unholy Aliance Tour resulterade också i videoalbumet The Unholy Aliance som släpptes 7 oktober 2007 som DVD av American Recordings. Konsertmaterialet var inspelat i Vancouver 13 juli 2006 och innehöll tio låtar av Slayer, tre av Mastodon, två av Children of Bodom och en vardera av Lamb of God och Thine Eyes Bleed. Dessutom innehöll DVD:n intervjuer med banden och annat bakgrundsmaterial.

### World Painted Bloodoch Jeff Hannemans sjukdom (2008–2013)

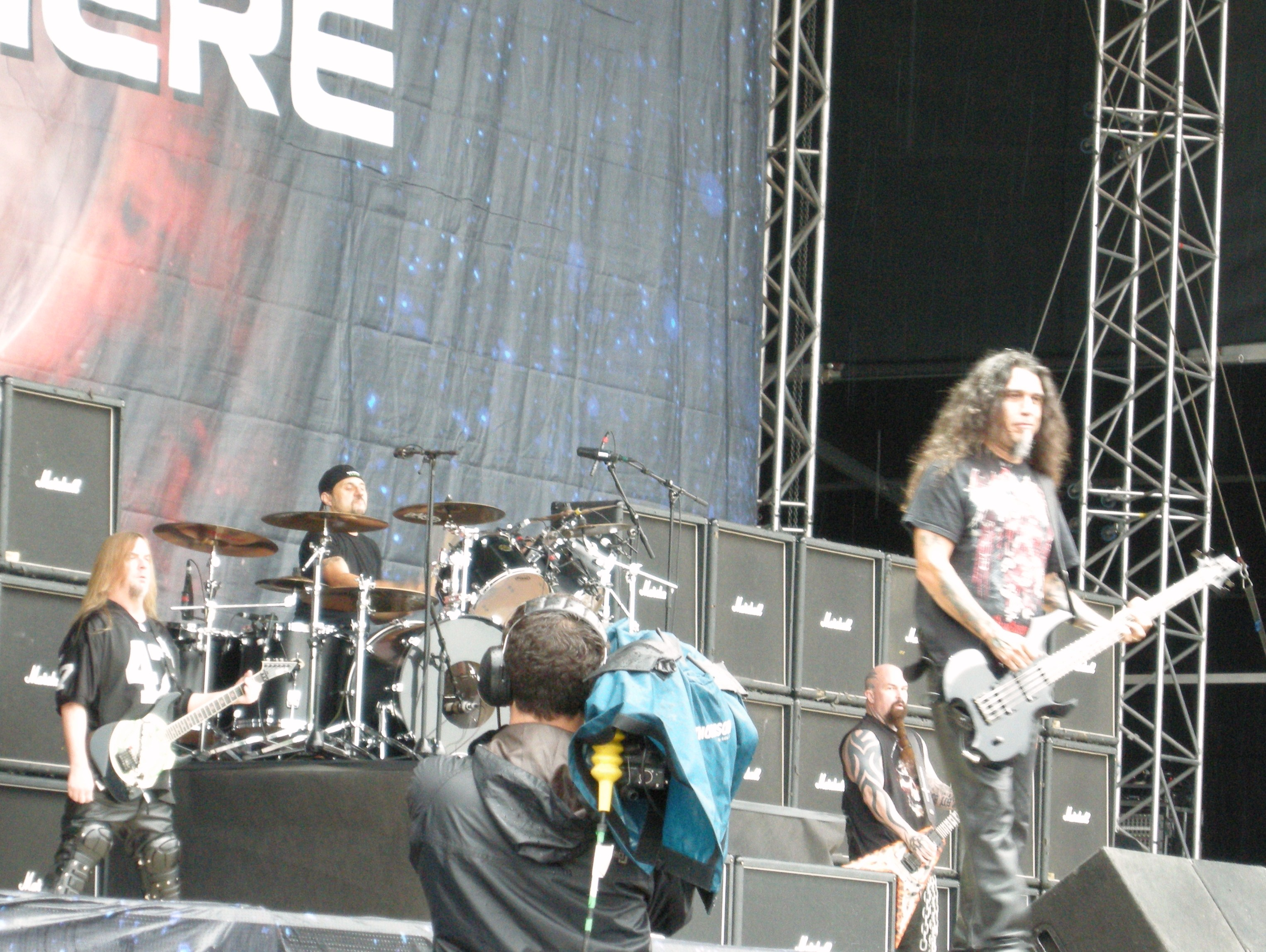
Slayer på Sonisphere Festival i Stockholm 2010.

I mitten av 2008 uttryckte Tom Araya en osäkerhet om bandets framtid och han hade svårt att se sig själv fortsätta sin karriär när han blev äldre. Araya sa också att när den kommande skivan, som var det sista albumet på kontraktet med Rick Rubin, hade givits ut skulle medlemmarna sitta ner och diskutera saken. Kerry King var däremot optimistisk om att bandet skulle producera åtminstone två album till.
Under oktober och november genomförde Slayer turnépaketet The Unholy Alliance: Chapter III i Europa tillsammans med Trivium, Mastodon och Amon Amarth. Sommaren 2009 var bandet huvudakt på Mayhemfestivalen och tillsammans med Megadeth var de huvudband för fyra spelningar i Kanada i juni, i Vancouver, Edmonton, Calgary och Winnipeg. Detta var första gången på 15 år som de båda banden delade scen. Förband på turnén var Machine Head och Suicide Silence.
Slayers tionde studioalbum World Painted Blood spelades in i The Pass Studio i Kalifornien från oktober 2008 till mars 2009. Detta blev det sista albumet med bandets mångåriga producent Rick Rubin och det sista med originaluppsättningen av bandet. Albumet innehåller elva låtar och har en speltid på strax under 40 minuter. American Recordings släppte albumet 3 november 2009 som CD och 12" vinyl i Europa och USA. Den japanska versionen släpptes i oktober och innehåller en liveversion av "Psychopathy Red" som bonuslåt.
Sommaren 2010 uppträdde för första gången någonsin de fyra banden som benämns "The Big Four of Thrash" på samma scen under den turnerande festivalen Sonisphere. Metallica, Anthrax, Megadeth och Slayer framträdde första gången gemensamt 16 juni på Bemowo Airport, nära Warszawa i Polen. När Sonispere kom till Sofia i Bulgarien några dagar senare sändes Big Four-konserterna direkt via satellit till biografer runt om i världen. Under hösten var Slayer tillsammans med Megadeth huvudakt på American Carnage Tour med Anthrax och Testament som förband och fortsatte sedan med European Carnage Tour i mars och april 2011. Slayer spelade även i Australien på Soundwave Festival i april.

#### Hannemans sjukdom och död

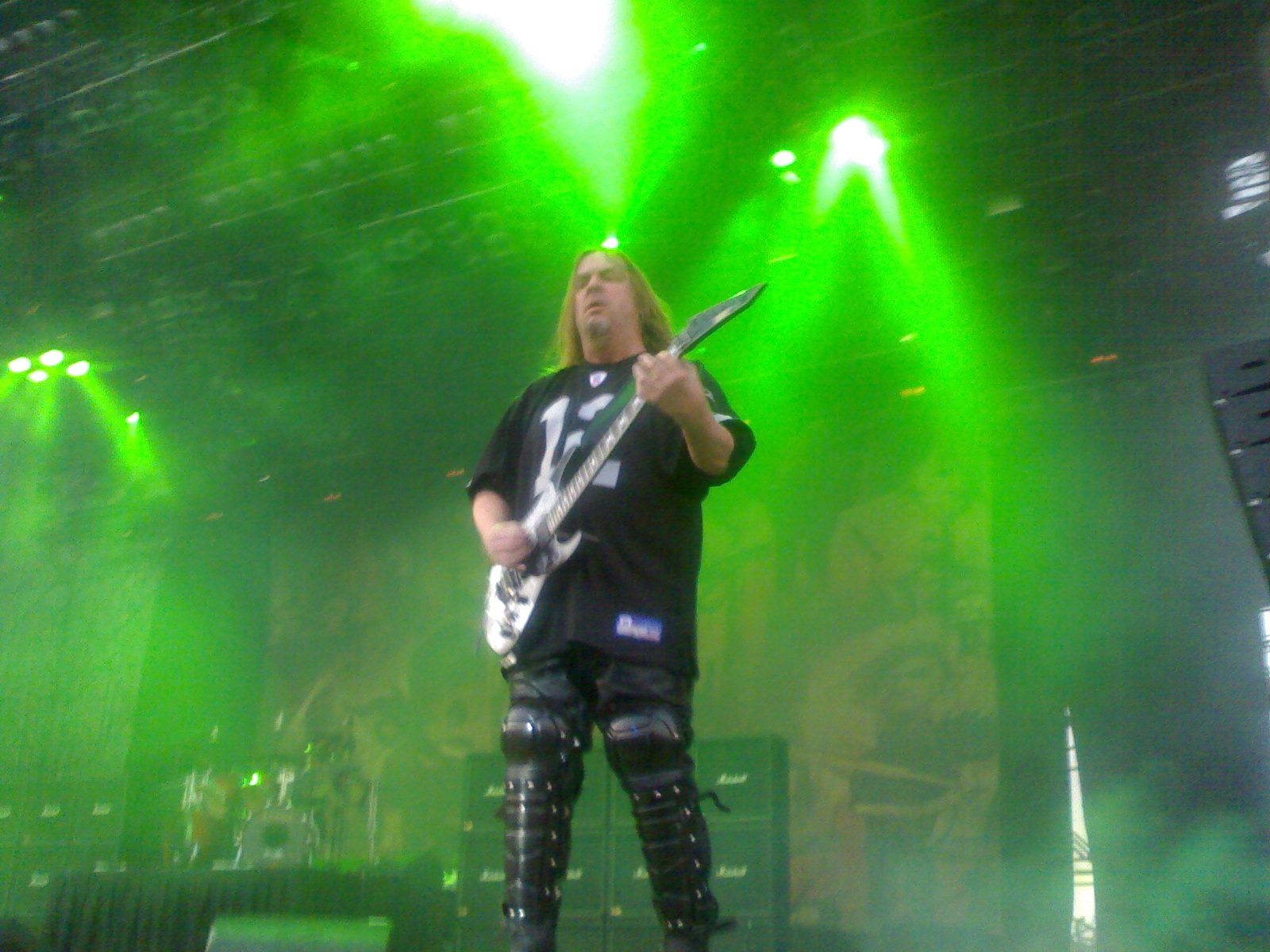
Jeff Hanneman på Gods of Metal 2008.

I början av 2011 fick gitarristen Jeff Hanneman diagnosen nekrotiserande fasciit. Bandet beslöt sig att fortsätta sina planerade spelningar och tog in Exodus-gitarristen Gary Holt som ersättare för de flesta datumen. Holt spelade bland annat vid The Big Four-konserten på Ullevi den 3 juli 2011. Under senare delen av Europaturnén fick Cannibal Corpse-gitarristen Pat O'Brien i sin tur ersätta Holt, då denne skulle turnera med sitt ordinarie band Exodus.
Hanneman avled 2 maj 2013 på ett sjukhus i Kalifornien sedan han drabbats av leversvikt. Efter Hannemans död fortsatte Holt spela med bandet.

### Repentless(2013–2017)
I början av 2013, strax innan Slayer skulle åkt för att spela på Soundwave festival i Australien, kom trummisen Dave Lombardo i konflikt med de andra ordinarie medlemmarna i bandet angående ekonomiska frågor. Bandet ersatte Lombardo med Jon Dette vid kommande spelningar under våren. Det blev klart att Lombardo officiellt inte längre var en del av Slayer när Paul Bostaph i slutet av maj åter välkomnades som bandets trummis.
Redan innan Hannemans sjukdom hade bandet börjat arbeta på nytt material för nästa album. Gitarristens död och andra omständigheter, som att Lombardo tvingades sluta, fördröjde dock arbetet. I oktober 2013 berättade Kerry King att det kommande albumet skulle komma att innehålla material skrivet av Hanneman före hans död. Eventuellt rörde det sig om en låt som gjordes under inspelningarna av World Painted Blood men som aldrig gavs ut och en låt som Hanneman skickat till de övriga medlemmarna en kort tid före sin död.
I april 2014 spelade Slayer den första låten från det kommande albumet på galan Golden Gods Award och därefter släpptes låten "Implode" även som singel. Gruppen meddelade att de hade skrivit kontrakt med Nuclear Blast och att ett nytt album var att vänta året därpå. Enligt Kerry King var kontraktet värt nästan dubbelt så mycket i pengar som det anbud American Recordings erbjudit och dessutom var de som jobbade på Nuclear Blast, enligt gitarristen, själva Slayer-fans.
Bandets tolfte studioalbum Repentless gavs ut 11 september 2015. Nuclear Blast släppte albumet både som CD och på vinyl samt i olika kombinationer med en bonus-DVD, som blu-ray och även på kassett. Medverkande medlemmar i bandet är Tom Araya på sång och bas, Paul Bostaph på trummor samt Kerry King på gitarr och som låtskrivare. Garry Holt är med som gästmusiker på gitarr. Jeff Hanneman uppges som låtskrivare för spår nio, "Piano Wire". Producent för albumet är Terry Date. Enligt Dante Thomsen i Close-Up Magazine har Terry Date i Repentless gett Slayers studiomusik en tyngd som den saknat under hela 2000-talet.
Innan albumet gavs ut hade utöver "Implode" även tre andra spår släppts som singlar under 2015, "When the Stillness Comes", "Repentless" och "You Against You". En musikvideo gjordes till titellåten "Repentless" och denna utsågs till bästa video 2015 av Metal Storm. Låten är en hyllning till Jeff Hanneman, ett "Hannemanthem" enligt Kerry King, och belyser hans inställning till musikbranschen med textrader som "I hate the life, hate the fame, hate the fucking scene, pissing match of egos, fuck their vanity".
I januari 2017 släpptes ett seriealbum, Repentless #1, det första av tre planerade album som baseras på videorna till låtar från musikalbumet Repentless. Albumet gavs ut av Dark Horse Comics och är tecknat av konstnären Guiu Vilanova. Omslaget är skapat av Eisner Award-vinnande brittiska serietecknaren Glenn Fabry. En vinylbox från "Repentless" bestående av sex EP på unika 6.66" vinylskivor släpptes 6 juni 2018. Boxen gavs ut i svart, röd respektive guldfärgad vinyl.

### Avskedsturné (2018–2019)

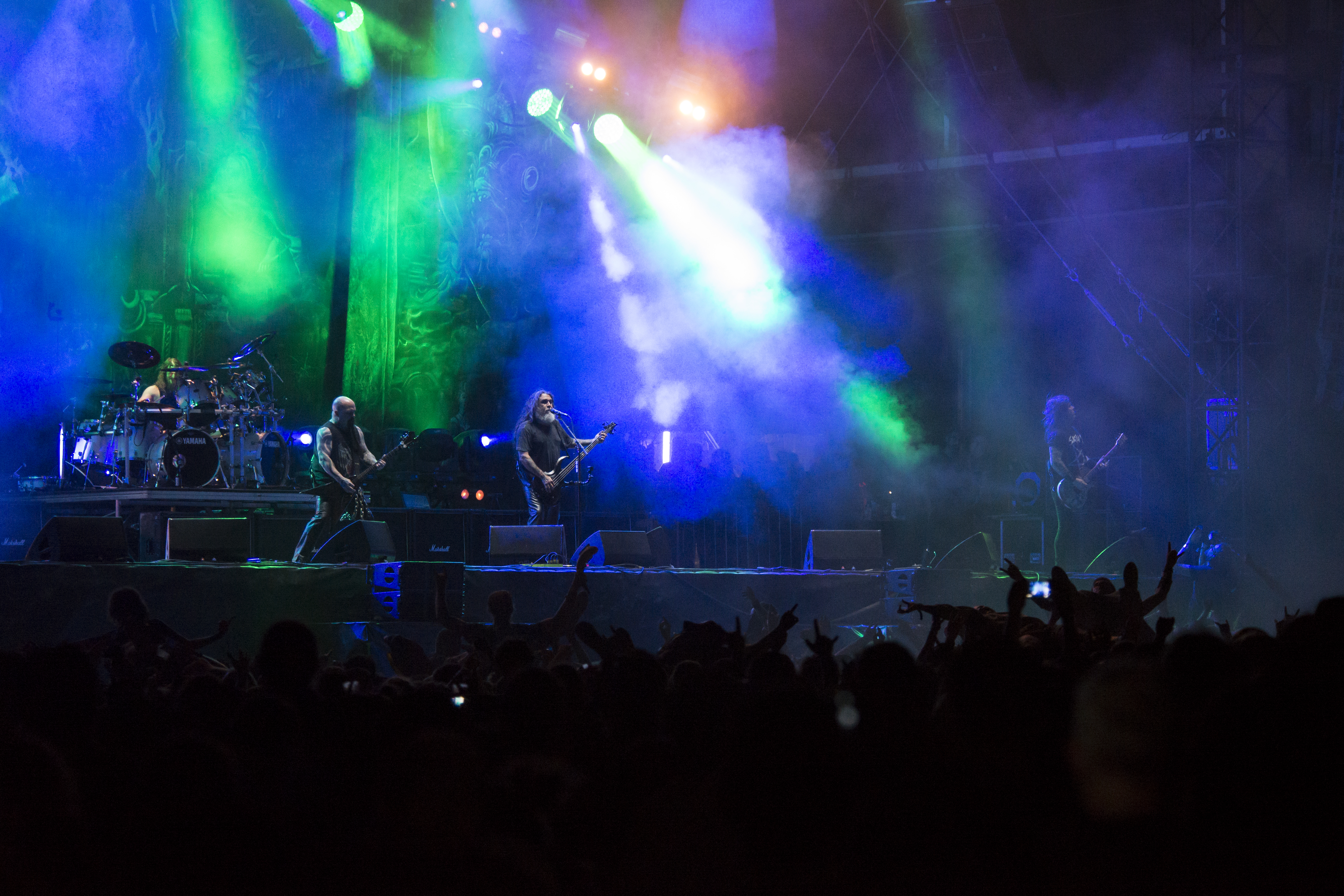
Slayer på Hellfest, Frankrike 2017

I januari 2018 meddelade Slayer att de planerade för en avskedsturné innan bandet lades ned. Inga speldatum angavs då men det sades att det skulle bli en världsomfattande turné. Senare under våren meddelades att bandet på den första delen av en Nordamerikaturné skulle ha med sig Anthrax, Behemoth, Lamb of God och Testament. Lamb of Gods frontman Randy Blythe sade enligt Aftonbladet i en intervju att "Om du är lyckligt lottad att få en inbjudan att spela bara en gång med levande legendarer som Slayer, så är det en otrolig ära". För den senare delen av turnén var det samma grupper förutom att polska Behemoth ersattes av Napalm Death. Den första delen av turnén startade 10 maj med spelningar i USA och Kanada. Denna del avslutades 21 juni i Reykjavik, Island. Den andra delens konserter skedde uteslutande i Nordamerika och ägde rum 26 juli till 26 augusti 2018.
Den första europeiska delen av avskedsturnén ägde rum under november och december 2018. Den inleddes 1 november i Dublin, Irland och fortsatte med spelningar i bland annat England, Spanien, Tyskland och Polen. I december kom turnén till Skandinavien med konserter i Royal Arena i Köpenhamn, Hovet i Stockholm, Spektrum i Oslo och Helsingin Jäähalli i Helsingfors. Slayer hade då support av Anthrax, Lamb of God, och Obituary. Det första datumet för 2019 års del av avskedsturnén presenterades av King och Araya 24 juni 2018. Det blir bandets sista konsert någonsin i Frankrike och den äger rum på Hellfest i Clisson någon av festivalens dagar 21–23 juni. I augusti meddelades att turnén under 2019 skulle komma att utökas med spelningar i Australien, Sydamerika och Japan.
Kommentarer från flera musikerkolleger, bland annat från andra amerikanska thrash metal-band, uttrycker att det är tråkigt att Slayer slutar efter den kommande turnén, om än inte förvånande. Rob Cavestany, gitarrist i Death Angel, sa att han inte var chockad även om han inte hade väntat sig beskedet så tidigt. Redan hösten 2016 när banden turnerade ihop i Nordamerika märktes det att Slayer-medlemmarna var trötta och inte skulle kunna hålla på så länge till. Sångaren Chuck Billy från Testament konstaterade att vad än orsaken är till att bandet slutar så kommer Slayer alltid vara en viktig del av historien och av vad thrash metal är i dag. Han tillade att hans eget band Testament inte har för avsikt att sluta ännu. Bandet har kontrakt med Nuclear Blast för två album till, och sedan får man se vad som händer, var frontmannens besked. Anthrax gitarrist Scott Ian sa att han blev både förvånad och inte förvånad när han fick höra om Slayers planerade avskedsturné. När Anthrax i höstas blev tillfrågade om att supporta Slayer på sommarens turné sades det inget om att det skulle bli bandets sista. Detta fick Scott Ian och de andra i Anthrax veta först när nyheten offentliggjordes i januari. Scott sade också att en världsomspännande avskedsturné kunde komma att ta uppåt ett år innan den är avslutad, så han trodde inte att sommarens kungjorda datum var det sista publiken får se av Slayer.
I april 2018 började Slayer släppa en serie Youtube-videor, kallade Slayer – early days, där bandmedlemmarna ser tillbaka på bandets 37 år långa historia. I den första videon berättar Kerry King om hur han träffade Jeff Hanneman, Tom Araya och Dave Lombardo och om hur bandet bildades. I det andra avsnittet berättar King och Araya om de allra första spelningarna i början av 1980-talet.
Den sista delen av den världsomspännande avskedsturnén, kallad The Final Campaign, ägde rum i USA i november 2019 med den allra sista konserten 30 november på The Forum i Los Angeles, Kalifornien.

## Stil, komposition och lyrik
Slayers musik betecknas i allmänhet som thrash metal. Ibland har även beteckningen speed metal förekommit som i Washington Post i december 1986 när Joe Brown recenserade bandets spelning på Warner Theatre och av Jon Pareles 1988 i The New York Times, där han även benämnde de övriga Big Four-bandens musik som speed metal. 
Hannemans och Kings gitarrsolon har beskrivits som vilt kaotiska ("wildly chaotic") och skruvat genialiska ("twisted genius"). Lombardos höga hastighet och aggression i trumspelet gav honom epitetet "godfather of double bass" i Drummerworld.
Det var i huvudsak gitarristerna Jeff Hanneman och Kerry King som skrev musiken i bandet, med vissa bidrag av Lombardo. Tillsammans med Tom Araya stod Hanneman och King också för lyriken, ibland tillsammans och ibland var för sig. Enligt en intervju med Hanneman 2004 var det alltid öppet för vem som helst av medlemmarna att skapa musik och sedan behöll man det som var bra nog och förkastade annat. Medlemmarna hade olika influenser i sitt textskapande. Hanneman inspirerades av frågor kring religion, nazism, krigföring och liknande områden. Kings lyrik var oftast antireligiös medan Araya i texterna skrev om bland annat seriemördare och krig.

## Bandets betydelse och framgångar

### Inflytande

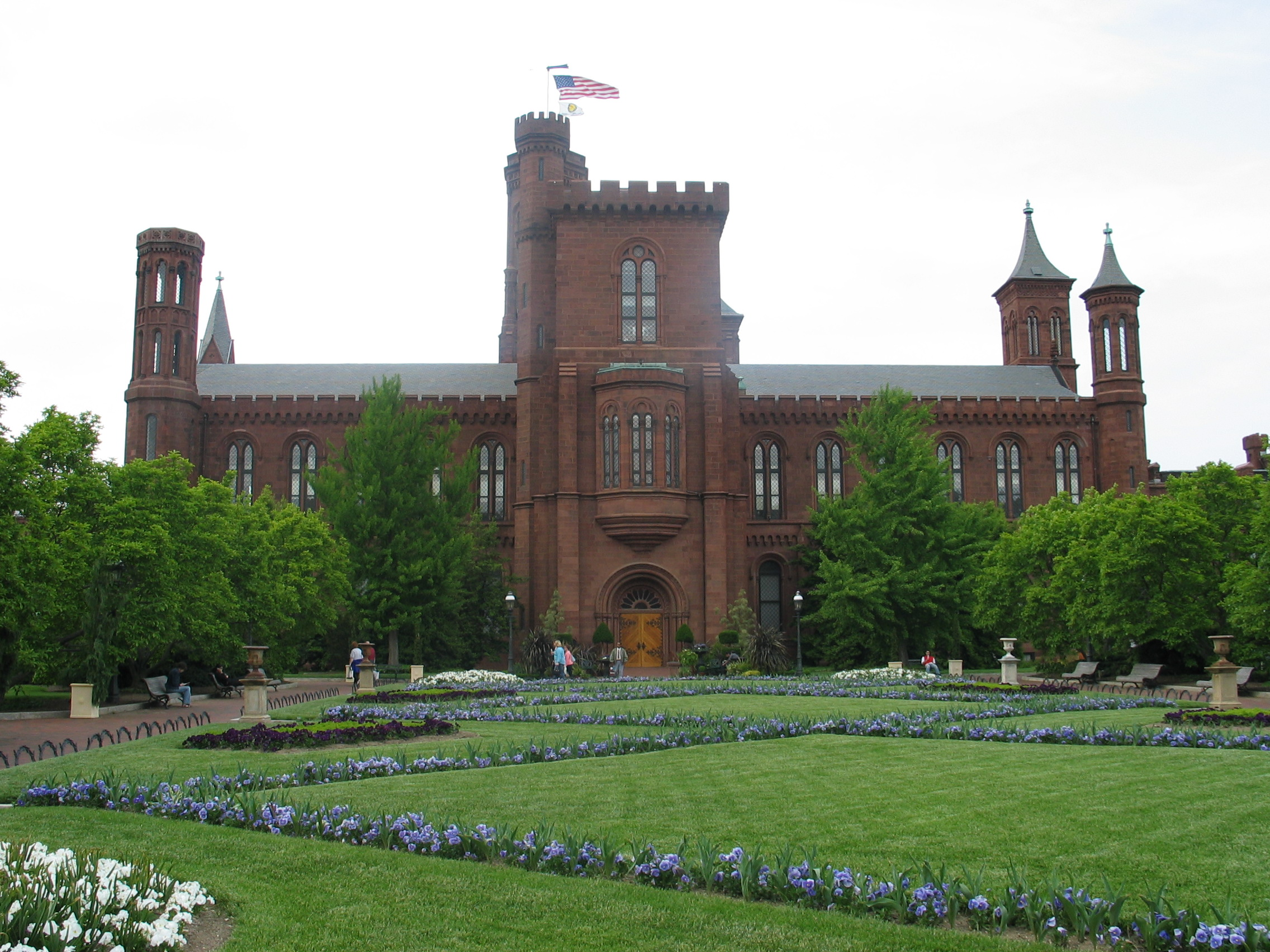
"The Castle", huvudbyggnad för Smithsonian Institute vilka presenterar Slayer som musikaliska innovatörer.

Slayer anses tillsammans med Metallica, Anthrax och Megadeth tillhöra "The Big Four of Thrash", de fyra stora inom thrash metal, som alla började sin karriär och blev kända i början av 1980-talet. Deras inflytande på genrens utveckling har varit betydelsefull och Joel McIver kallar dem thrashens kungar, "kings of thrash", i sin presentation av bandet i boken Extreme Metal II från 2005. Slayer har också haft stort inflytande på utvecklingen av death metal och andra extreme metal-genrer. Flera av banden inom dessa genrer har deltagit i hyllningar till Slayer, såsom inspelningarna av hyllningsalbumen Slatanic Slaughter I (1995) & II (1996) och Gateway to Hell I (1999) & II (2000). Också många band inom andra genrer som hardcore och punk har vittnat om Slayers betydelse för deras musik, bland annat via hyllningsskivan Covered in Blood (2002) där olika amerikanska band, som post-hardcoregruppen Arma Angelus, gjorde covers på hela albumet Reign in Blood.
Slayer presenteras av amerikanska National Museum of American History i en video på Smithsonian Institutions webbplats där bandet representerar utvecklingen av thrash metal i museets videoserie Places of Invention.
MTV placerade år 2006 Slayer som nummer sex av de mest inflytelserika metalbanden genom tiderna bland annat för musikens nedstämda rytmer, det smittsamma gitarrspelet, de grafiskt våldsamma texterna och den kusliga omslagskonsten. Tidskriften Guitar World utsåg tidernas 100 bästa heavy metal-gitarrister i marsnumret 2004 och placerade då Slayers båda gitarrister Kerry King och Jeff Hanneman på en gemensam tiondeplats. I hårdrocksmagasinet Revolver röstade läsarna 2007 fram de båda gitarristerna som "Best Guitarist/Guitar Team" och utsåg dessutom Dave Lombardo till bästa trummis, "Best Drummer". Bandet placerade sig också bland de fem bästa inom kategorierna "Best Band Ever", "Best Live Band", "Band of the Year" och "Album of the Year" (för Christ Illusion).
Många musiker har berättat om Slayers betydelse både för genrens och den egna musikaliska utvecklingen, bland andra Kam Lee från Massacre (tidigare Death), Johan Reinholdz från svenska Andromeda och Alex Skolnick från Testament, i samband med Jeff Hannemans död 2013. Några av de band som har vittnat om Slayers betydelse för deras musik är Lamb of God, Behemoth, Hatebreed, System of a Down och Lacuna Coil.

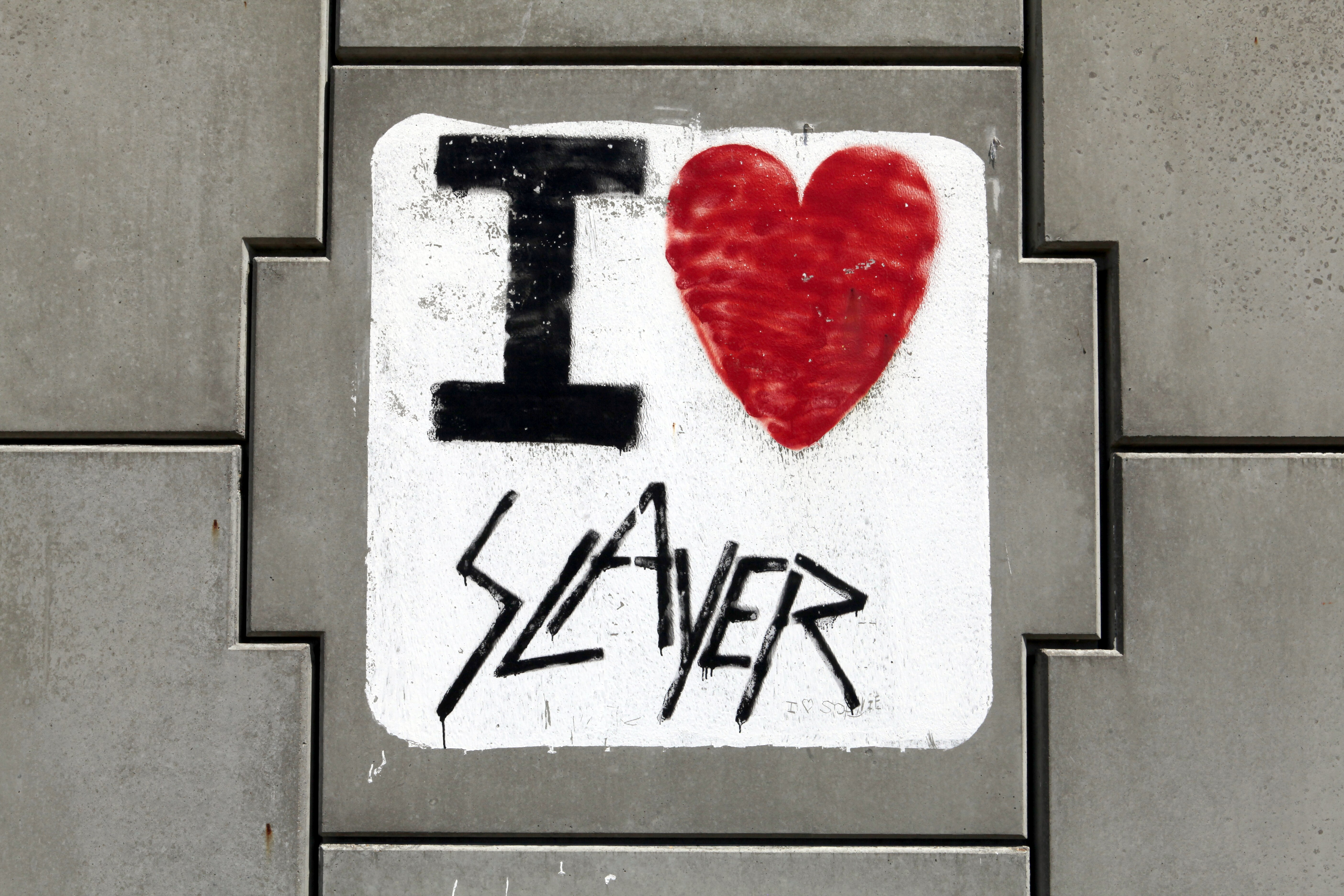
Ett fan har uttryckt sin kärlek till bandet.

Det av bandets album som av många anses vara mest betydelsefullt är den tredje skivan Reign in Blood, inte minst för dess inverkan på utvecklingen av death metal. Dess betydelse har poängterats av inflytelserika band inom den genren såsom Death, Obituary, Cannibal Corpse, Morbid Angel och Napalm Death. Albumet kallades det tyngsta genom tiderna i Kerrang! och har benämnts som genredefinierande (Ferris 2008). Magasinet Metal Hammer utsåg 2006 Reign in Blood till de senaste 20 årens bästa metalalbum. Boken The 100 best and absolute greatest heavy metal album in the world, ever från 2009 listar bland dessa hundra album tre av Slayers album: Reign in Blood, Seasons in the Abyss och God Hates Us All.
Slayers fans anses vara bland de mest hängivna inom genren vilket kan ta sig uttryck på olika sätt. Fotografen Sanna Charles följde bandet och dess publik under några veckor 2007 och säger att bandet "har en unik publik av trogna fans som älskar sina idoler förbehållslöst". Fansen utsåg år 2006 den 6/6 till International Day of Slayer och traditionen att uppmärksamma bandet extra denna dag har fortsatt bland grupper av fans genom åren.

### RIAA-certifiering
Sex av Slayers album har certifierats med guld under årens lopp, det vill säga sålt i fler än 500 000 exemplar. Dessa är studioalbumen Reign in Blood, South of Heaven, Seasons in the Abyss och  Divine Intervention samt videoalbumen Still Reigning och War at the Warfield. Videoalbumet The Big 4 Live from Sofia, Bulgaria, med konserter av Slayer, Metallica, Anthrax och Megadeth, certifierades med platina.

## Sidoprojekt och samarbeten

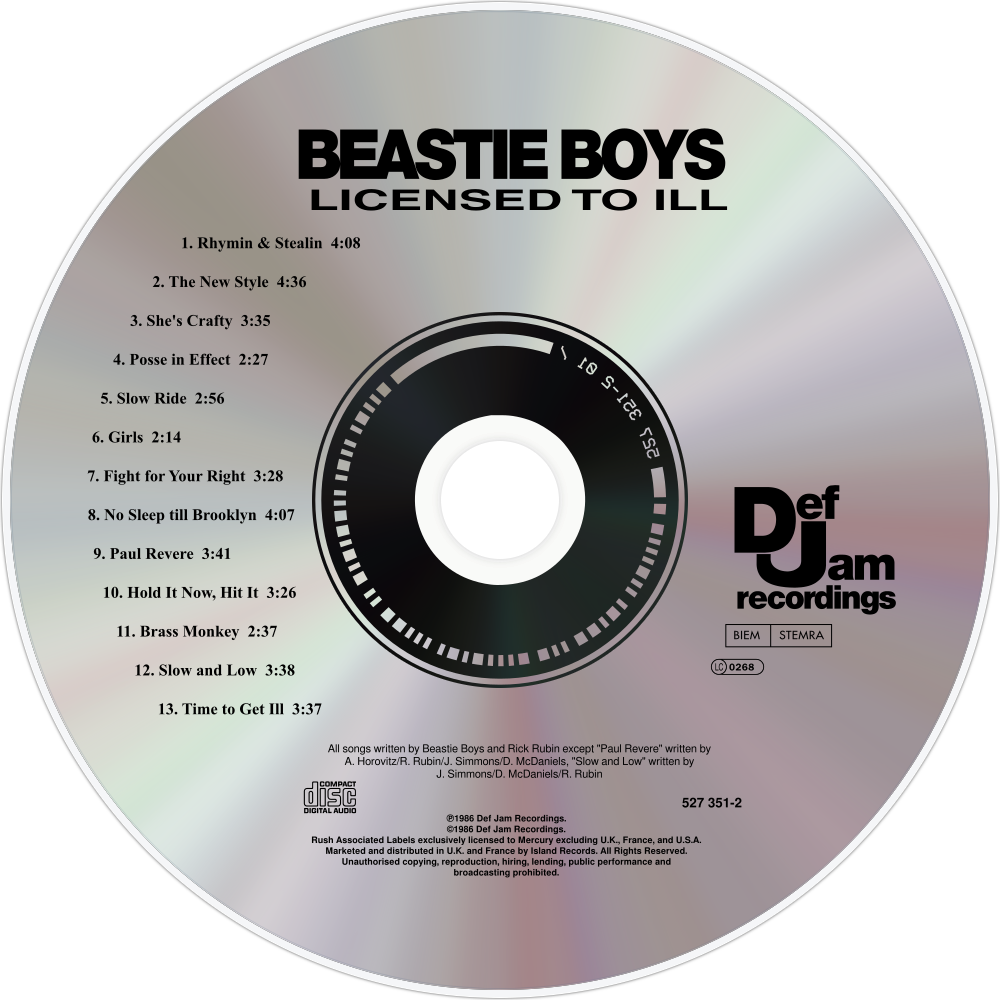
Kerry King bidrog med gitarr på Beastie Boys album Licensed to Ill.

För Jeff Hanneman, Kerry King och Tom Araya har Slayer alltid varit deras musikaliska huvudsyssla alltsedan bandet bildades under tidiga 1980-talet, och för Hannemans del fram till sin död 2013. Även om de aldrig lämnat bandet någon period har egna projekt tillsammans med andra artister och musiker förekommit under åren.
Kerry King spelade live med Megadeth parallellt med Slayers allra tidigaste år på demostadiet. King bidrog också med gitarrsolo på låten "No Sleep Till Brooklyn" med Beastie Boys som Slayer delade skivbolag och producent med under denna period. Den släpptes på albumet Licensed to Ill 1996, ett album som blev nummer 1 på Billboard-listan, och King framträder även på låtens musikvideo. Han bidrar också med ett gitarrsolo på låten "Fight For Your Right (To Party)" på samma skiva. På Panteras album Reinventing the Steel från år 2000 hörs King på outrot i låten "Goddamn Electric". Kerry King gjorde också flera liveframträdanden med Marilyn Manson på dennes Rape of the World Tour 2002 då han bland annat spelade på låtar som "Little Horn", "1996" och "Irresponsible Hate Anthem", vilka också ingår i Mansons livealbum Los Angeles 2008. Han gjorde återigen ett gästspel med Megadeth på Gibson Amphitheater i Hollywood 2010 då han deltog i låten "Rattlehead".
Tom Araya bidrar med sin röst till ett spår på Alice in Chains album Dirt som kom 1992. Han deltog också med sång tillsammans med Max Cavalera på låten "Terrorist" på Soulflys album Primitive från år 2000. Araya deltog 2002 på samlingsalbumet Rise Above: 24 Black Flag Songs to Benefit the West Memphis Three som består av covers på sånger av Black Flag framförda av Rollins Band med olika sångare i varje låt. Araya bidrar på spår 16, låten "Revenge".

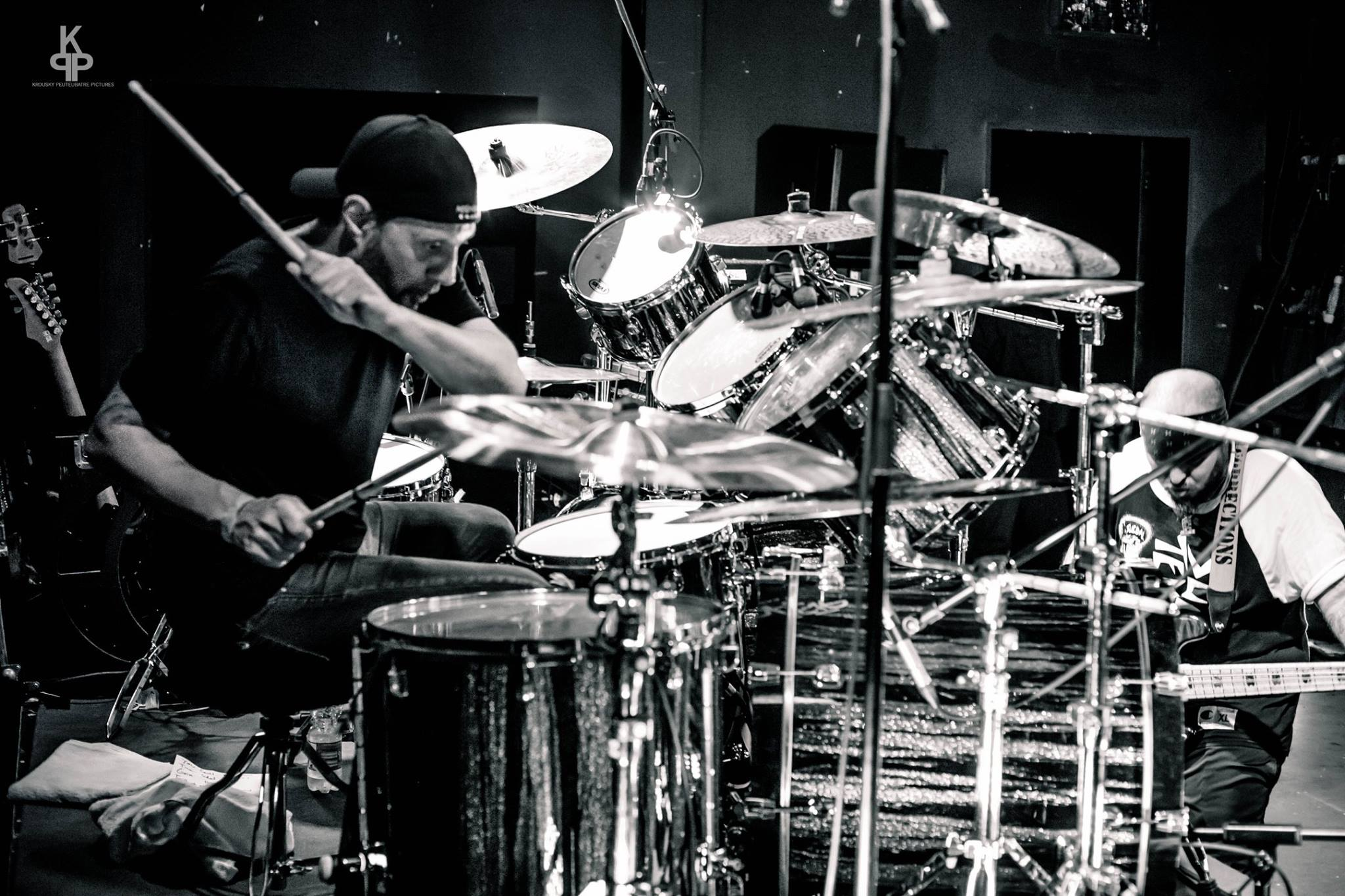
Dave Lombardo med Suicidal Tendencies 2016.

Dave Lombardo har varit den minst "trogna" av Slayers originalmedlemmar. Trummisen har flera gånger lämnat bandet för kortare eller längre perioder och har sedan 2013 inte återkommit. Första gången av bortavaro från Slayer, en kort period under 1986–1987, blev han tillfrågad men tackade då nej till att spela med Megadeth. När han åter lämnade i maj 1992 startade han först projektet Voodoo Cult och därefter det mer beständiga bandet Grip Inc. tillsammans med Voodoo Cult-gitarristen Waldemar Sorychta. Grip Inc. gav ut fyra studioalbum, varav det sista Incorporated år 2004, innan bandet lades ner 2006. Lombardo har även varit medlem, eller bidragit på olika sätt till bland andra band och artister som Fantômas, Suicidal Tendencies, Misfits, Testament, Apocalyptica och John Zorn. Sedan 2015 spelar Lombardo i sitt band Dead Cross tillsammans med gitarristen Michael Crain, basisten Justin Pearson och sångaren Mike Patton. I mars 2022 meddelades att Lombardo återvänder som trummis till Testament.

### Efter Slayer
I november 2023 meddelade Kerry King att han skulle ge ut ett första album med sitt nya soloprojekt året efter. I februari 2024 släpptes den första singeln, Idle Hands,  från det kommande albumet och King meddelade att solodebuten From Hell I Rise skulle ges ut 17 maj samma år. 

## Kontroverser
Slayer har i olika sammanhang anklagats för att vara satanister och att sprida dålig moral. Deras tidiga antikristna och förment satanistiska texter och scenestetik har upprört ända sedan första albumet Show No Mercy från 1983. De har även anklagats för att vara nazister, bland annat på grund av texten i låten "Angel of Death" på albumet Reign in Blood. Den handlar om nazistläkaren Josef Mengele och hans verksamhet i koncentrationslägret i Auschwitz och tar inte någon tydlig ställning emot hans gärningar. Slayer själva hävdar dock att de enbart redogör för att de historiska händelserna ägt rum.
Slayer stämdes år 1996 i en amerikansk domstol av föräldrarna till den mördade tonåringen Elyse Pahler. Föräldrarna hävdade att de tre unga männen som begått mordet hade blivit inspirerade av Slayers musik, mer specifikt av låtarna "Necrophiliac" från bandets andra album Hell Awaits (1985), "Post Mortem" från Reign in Blood (1986) och "Dead Skin Mask" från Seasons in the Abyss (1990). Domstolen lade ner fallet år 2001.
Att bandets medlemmar skulle vara "nazistiska och fascistiska djävulsdyrkare" är den vanligaste missuppfattningen om Slayer enligt Kerry King i en intervju med Fredrik Strage i Close-Up Magazine 2015. King säger att han själv är ateist, inte satanist, och som underhållare är allt han gör fiktion. Tom Araya är troende katolik och säger att det för honom aldrig blivit några konflikter mellan hans religiösa övertygelse och budskapen i Slayers låtar.

## Medlemmar
Senaste medlemmar
- Kerry King – gitarr (1981–2019, 2024–)
- Tom Araya – sång, bas (1981–2019, 2024–)
- Gary Holt – gitarr (2013–2019, 2024–)
- Paul Bostaph – trummor (1992–1996, 1997–2002, 2013–2019, 2024–)

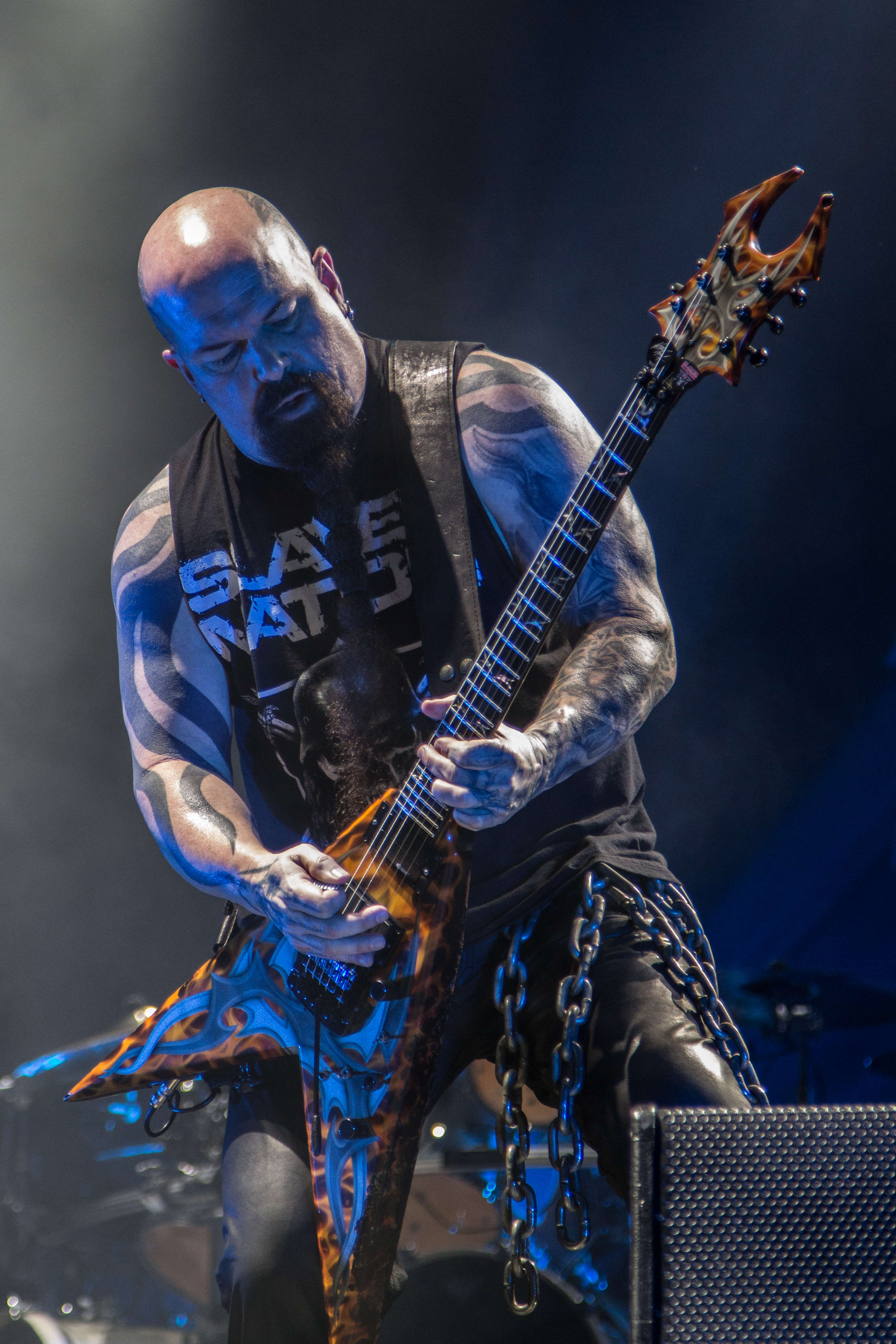
Kerry King 2014
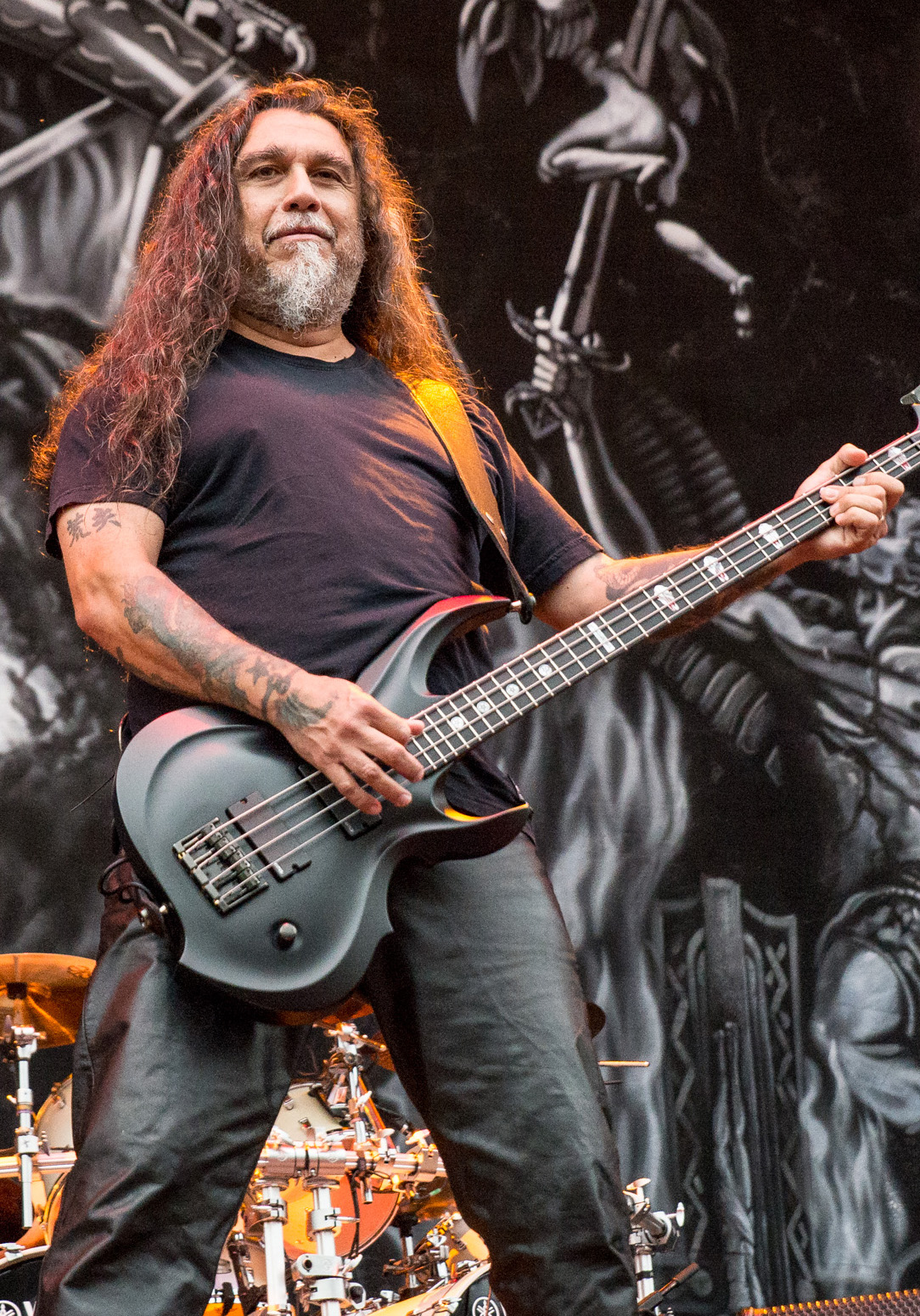
Tom Araya 2016
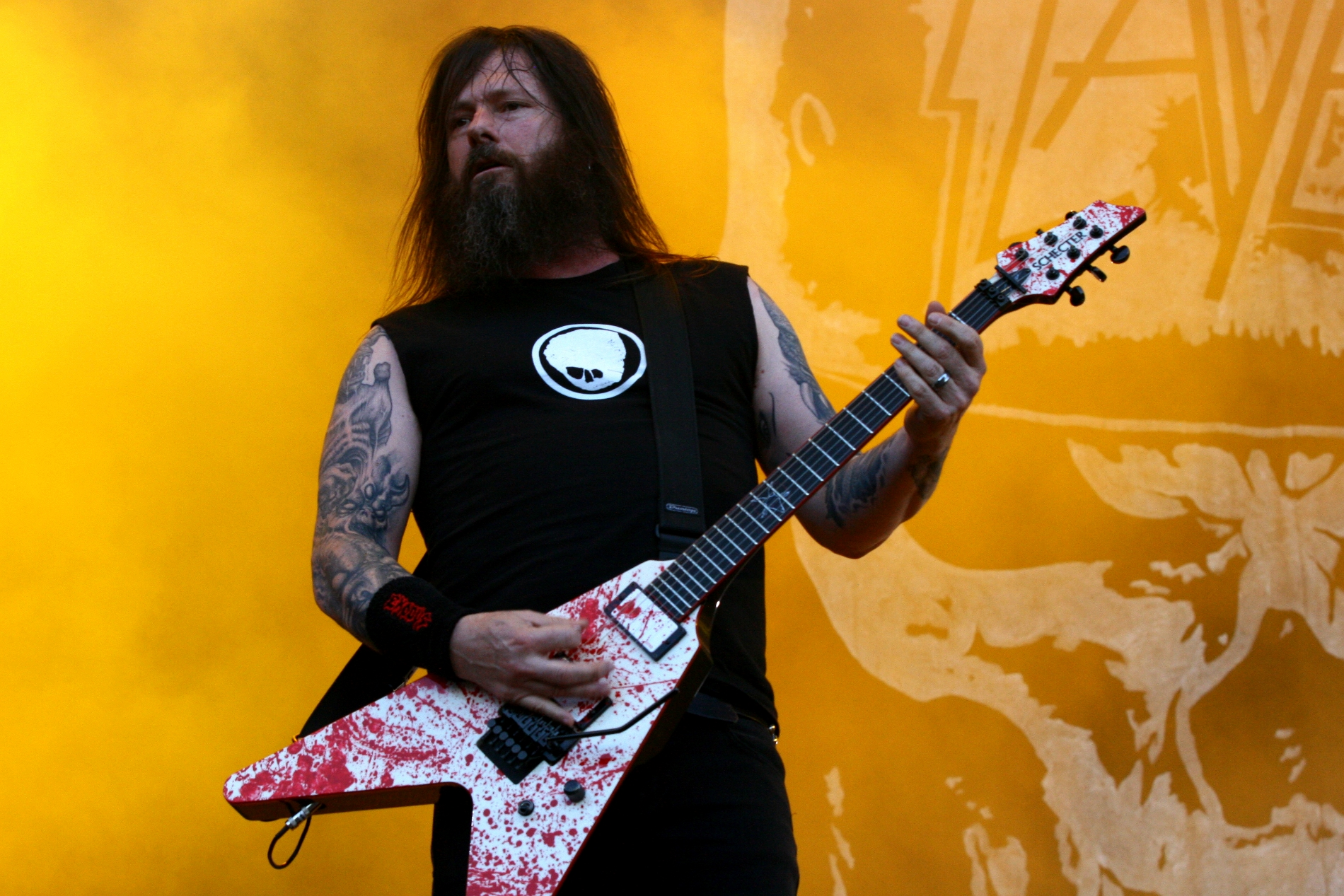
Gary Holt 2014
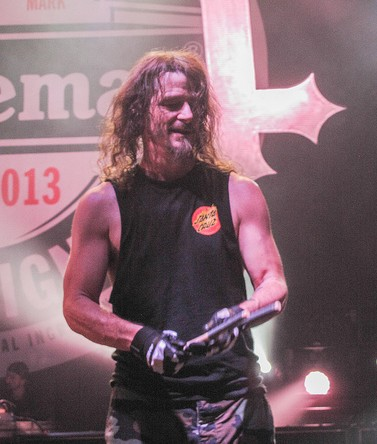
Paul Bostaph 2013

Tidigare medlemmar
- Jeff Hanneman – gitarr (1981–2013, död 2013[138])
- Dave Lombardo – trummor (1981–1986, 1987–1992, 2002–2013)
- Jon Dette – trummor (1996–1997, 2013)

Turnémusiker
- Bob Gourley – trummor (1983)[139]
- Gene Hoglan – trummor (1983)
- Tony Scaglione – trummor (1986–1987)
- Pat O'Brien – gitarr (2011)[140]

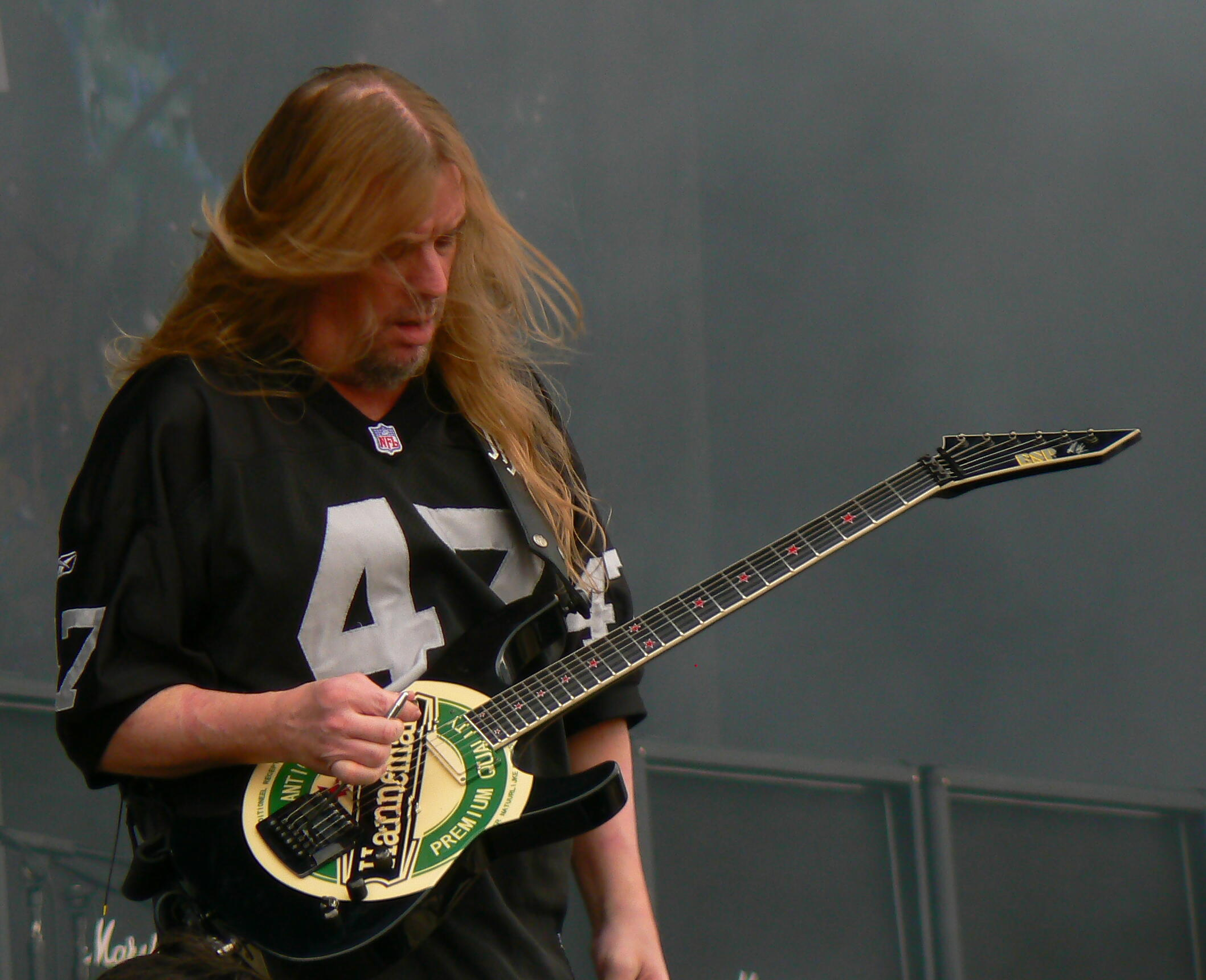
Jeff Hanneman 2010
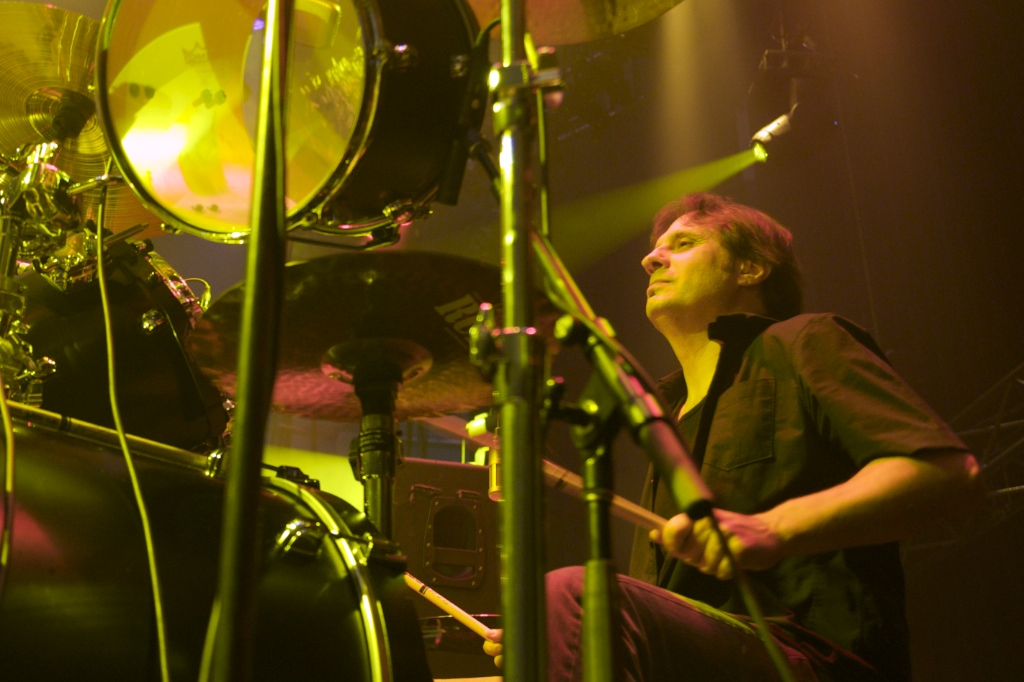
Dave Lombardo 2009
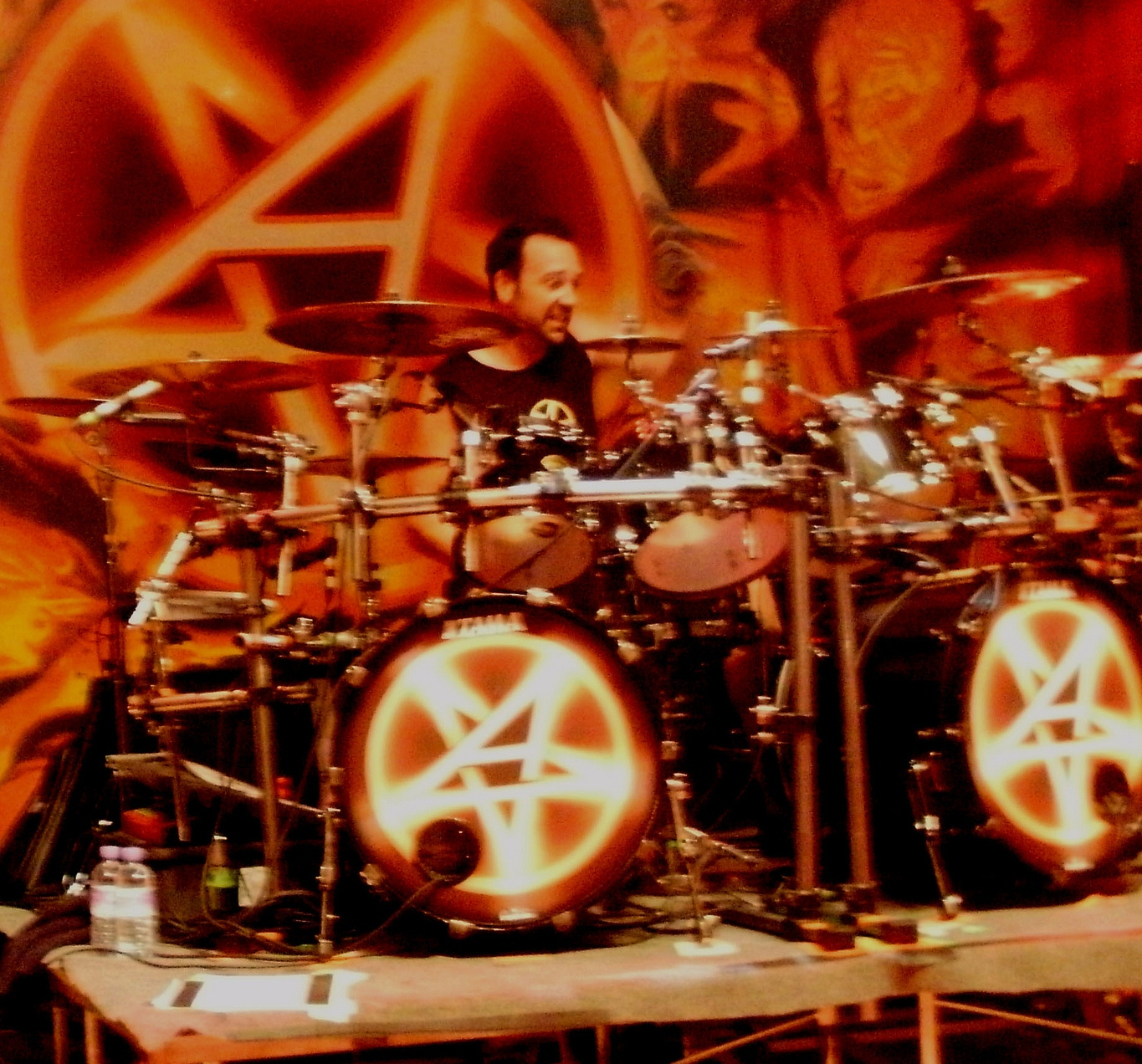
Jon Dette, med Anthrax 3013
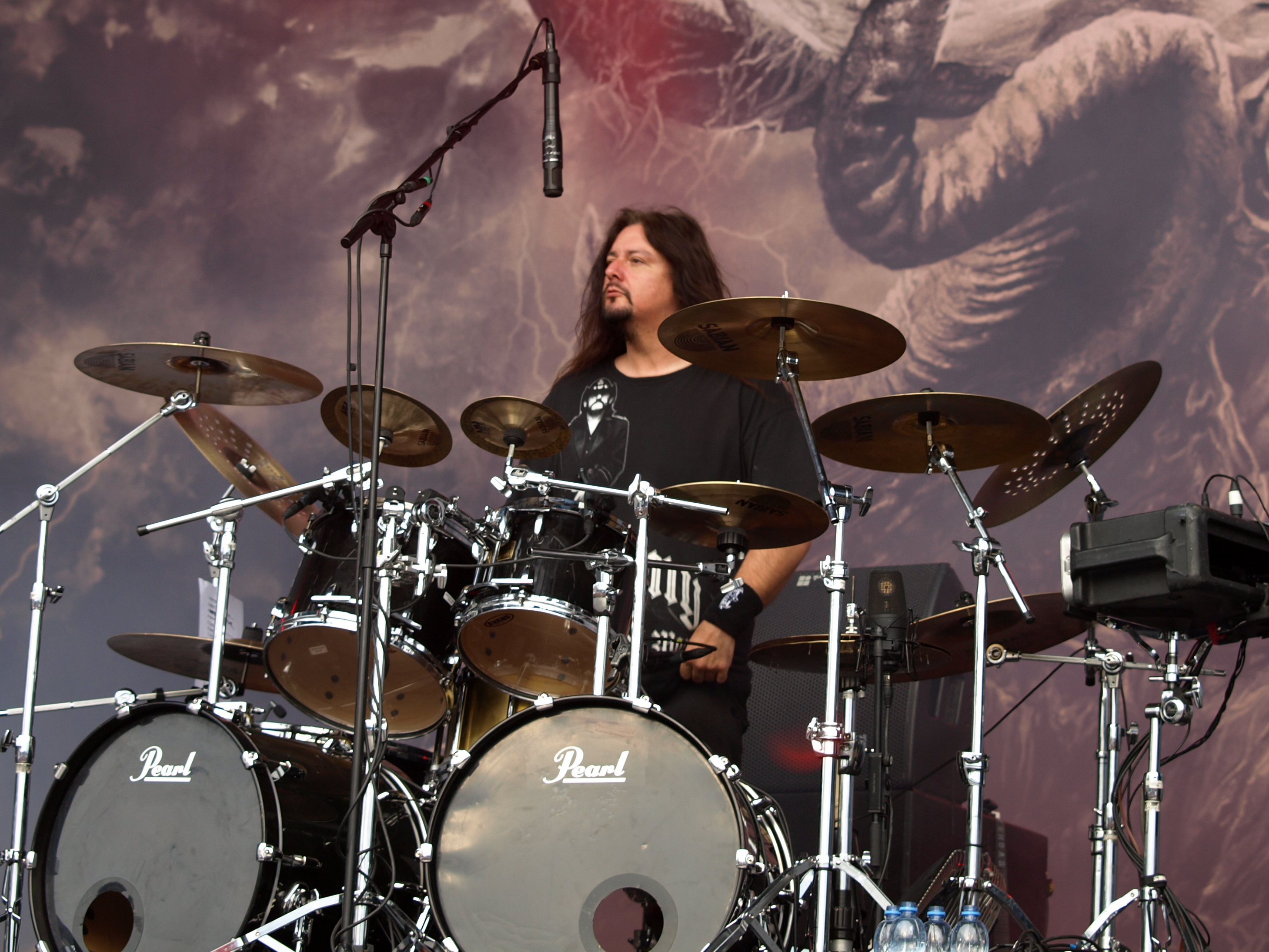
Gene Hoglan, med Testament 2013

## Utmärkelser och nomineringar

### Grammy Awards
| År   | Nominerad             | Utmärkelse             | Resultat  |
| ---- | --------------------- | ---------------------- | --------- |
| 2002 | "Disciple"            | Best Metal Performance | Nominerad |
| 2007 | "Eyes of the Insane"  | Best Metal Performance | Vann      |
| 2008 | "Final Six"           | Best Metal Performance | Vann      |
| 2010 | "Hate Worldwide"      | Best Metal Performance | Nominerad |
| 2011 | "World Painted Blood" | Best Metal Performance | Nominerad |

### Kerrang! Awards
| År   | Nominerad | Utmärkelse            | Resultat |
| ---- | --------- | --------------------- | -------- |
| 2006 | Slayer    | Kerrang! Hall of Fame | Vann     |
| 2013 | Slayer    | Kerrang! Legend       | Vann     |

### Metal Hammer Golden Gods Awards
| År   | Nominerad      | Utmärkelse                      | Resultat |
| ---- | -------------- | ------------------------------- | -------- |
| 2004 | Slayer         | Best Live Act                   | Vann     |
| 2006 | Reign in Blood | Best Album of the Last 20 Years | Vann     |
| 2007 | Slayer         | Icon Award                      | Vann     |

### Metal Storm Awards
| År   | Nominerad       | Utmärkelse              | Resultat |
| ---- | --------------- | ----------------------- | -------- |
| 2006 | Christ Illusion | Best Thrash Metal Album | Vann     |
| 2015 | Repentless      | Best Video              | Vann     |

## Turnéer och festivaler
Slayer har spelat många konserter under åren, bland annat på turnéer och festivaler. Enligt Concert Archives har de fram till och med 2017 genomfört över 760 konserter. Här är ett urval av större turnéer och festivalspelningar.

- Show No Mercy/Haunting the Chapel Tour (1984)
- Hell Awaits Tour (1985)
- Reign in Blood Tour (1986–1987)
- Reign in Pain European Tour (1987)
- World Sacrifice Tour (1988–1989)
- A Week in the Abyss (1990)
- Clash of the Titans Tour (1990–1991)
- Touring the Abyss (1990–1991)
- European Tour (1992)
- European Intourvention (1994)
- Divine Intourvention Tour (1995)
- Undisputed Attitude (1996)
- Diabolus on Tour (1998–2000)
- God Hates the World Tour (2001–2002)
- European Summer Festival Tour (2003)
- Jägermeister Music Tour (Fall 2003)
- Jägermeister Music Tour (Fall 2004)
- The Unholy Alliance Tour (2004)
- European Summer Festival Tour (2005)
- Unholy Alliance Chapter II (2006)
- Christ Illusion Tour (2006–2007)
- Rape of the World Tour (2007)
- European Summer Festival Tour (2008)
- Mayhem Festival (2009)
- Jägermeister Music Tour (2010)
- American Carnage Tour (2010)
- European Carnage Tour (2011)
- World Painted Blood Tour (2011)
- European Summer Festival Tour (2012)
- Repentless Tour (2015–2017)
- Slayer Farewell Tour (2018)

## Diskografi
Album
- 1983 – Show No Mercy
- 1985 – Hell Awaits
- 1986 – Reign in Blood
- 1988 – South of Heaven
- 1990 – Seasons in the Abyss
- 1994 – Divine Intervention
- 1996 – Undisputed Attitude
- 1998 – Diabolus in Musica
- 2001 – God Hates Us All
- 2006 – Christ Illusion
- 2009 – World Painted Blood
- 2015 – Repentless

### Medverkan på samlingsalbum
Slayer har under åren medverkat med enskilda låtar på olika typer av samlingsalbum tillsammans med andra artister.
- "Aggressive Perfector" på Metal Massacre III (Metal Blade, 1983)
- "Die by the Sword (special remix)" på Total Destruction (Metal Blade, 1984)
- "Die by the Sword" på The Metal Machine (Roadrunner, 1984)
- "Evil Has No Boundaries" på Speed Kills (The Very Best of Speed Metal) (Music For Nations, 1985)
- "The Antichrist (live)" på 12 Commandments in Metal (Roadrunner, 1985)
- "Evil Has No Boundaries" på Banzai Axe (Banzai, 1985)
- "Evil Has No Boundaries" (unreleased live version) på Force of the Blade (Banzai, 1986)
- "Evil Has No Boundaries" på Speed Metal (Metal Blade, 1987)
- "Black Magic" på The Best of Metal Blade Vol. 2 (Metal Blade, 1987)
- "In-A-Gadda-Da-Vida" på Less Than Zero soundtrack (Def Jam, 1987
- "Die by the Sword", "Captor of Sin", "Evil has no Boundaries, och "Tormentor" på River's Edge soundtrack (Enigma/Metal Blade, 1987)
- "Die by the Sword" (live) på The Best of Metal Blade Vol. 3 (Metal Blade, 1988)
- "Hell Awaits" på Rising Metal (K-tel, 1988)
- "Evil Has No Boundaries" (live) på Stars on Thrash (Roadrunner, 1988)
- "Hell Awaits" på Now That's What I Call Metal (Roadrunner, 1989)
- "Hell Awaits" på Heavy Hammer Hits II (Roadrunner, 1990)
- "Evil Has No Boundaries" på Giants of Rock - The Metal Decade 1982-83 Vol. 2 (Teldec, 1990)
- "War Ensemble" och "Dead Skin Mask" på Til Def Us Do Part (Def American, 1991)
- "Disorder" (w/ Ice-T) på Judgement Night - Music From the Motion Picture soundtrack (Epic, 1993)
- "Hell Awaits", "The Antichrist" och "South of Heaven" på Metal Attack (On Tour, 1993)
- "Disorder" på Stick it In (Epic, 1993) (w/ Ice-T)
- "No Remorse (I Wanna Die)" (w/ Atari Teenage Riot) på Spawn soundtrack (Epic, 1997)
- "Born to be Wild" på NASCAR: Crank It Up (2002)

### Tributalbum som hyllar Slayer
Några av de hyllningsalbum som gjorts för Slayer är följande:
- A Tribute to Slayer: 25 Years - Blandade artister
- Covered in Blood - Blandade artister
- Gateway to Hell: A Tribute to Slayer - Blandade artister
- Post Mortem: The Tribute to Slayer - Blandade artister
- Slatanic Slaughter: A Tribute to Slayer - Blandade artister
- Straight to Hell: A Tribute to Slayer - Blandade artister
- The Death Angel Remains: A String Tribute to Slayer - Vitamin String Quartet
- The Evil You Dread: The String Quartet Tribute to Slayerr - Vitamin String Quartet'
- Seasoning The Obese - S.O.D. Stormtroopers Of Death